# Lohr am Main

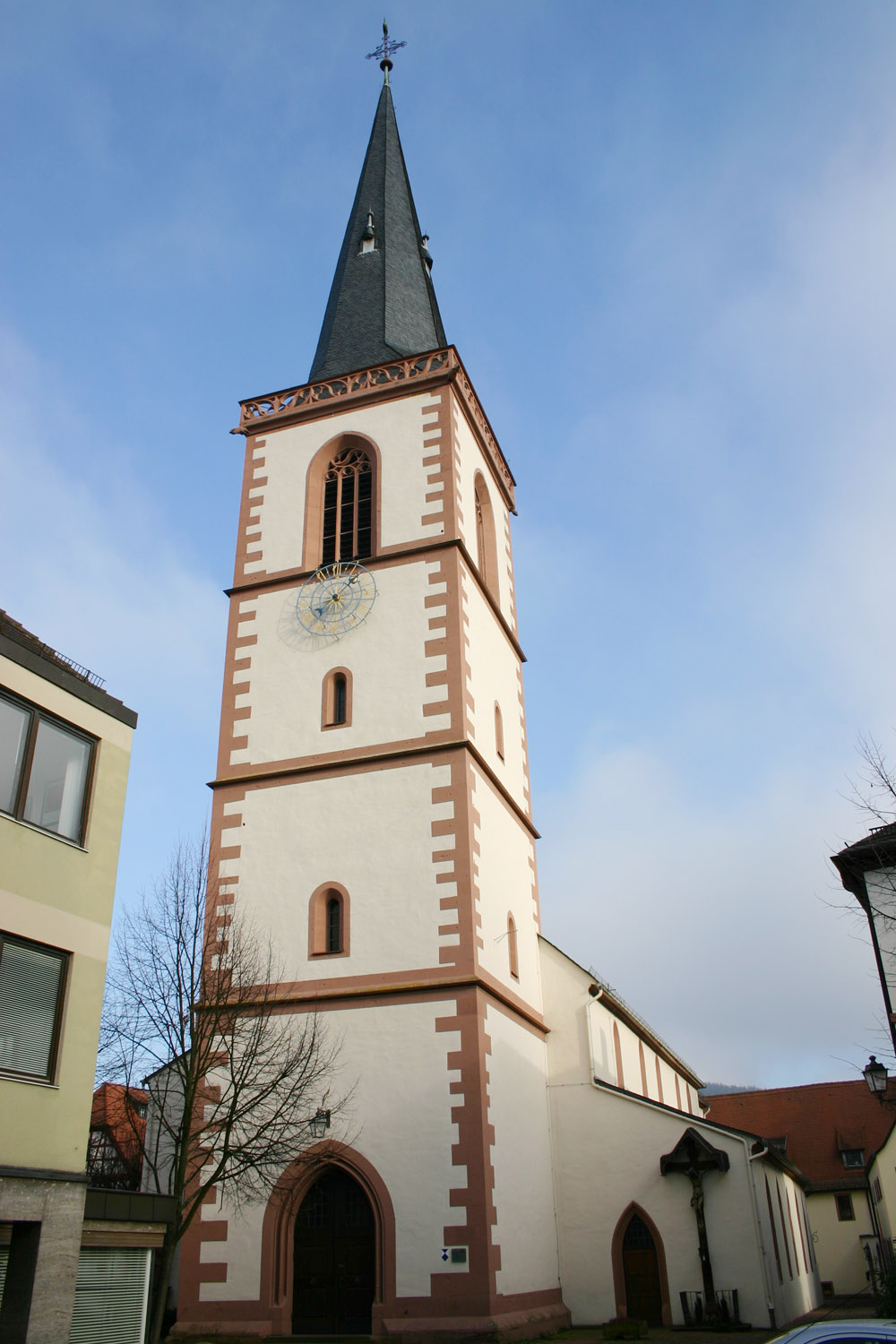
Die Stadtpfarrkirche St. Michael

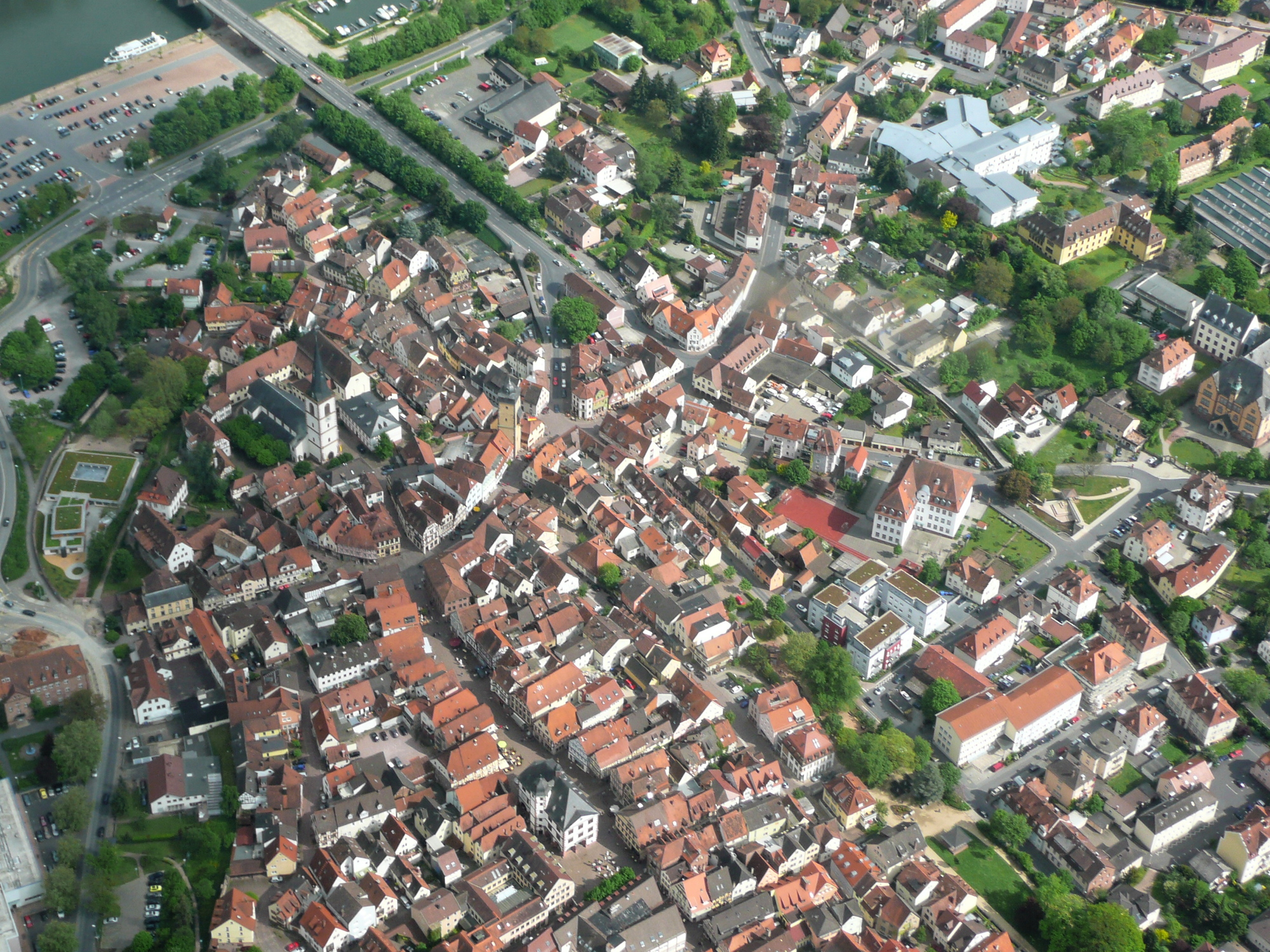
Stadtkern mit St. Michael

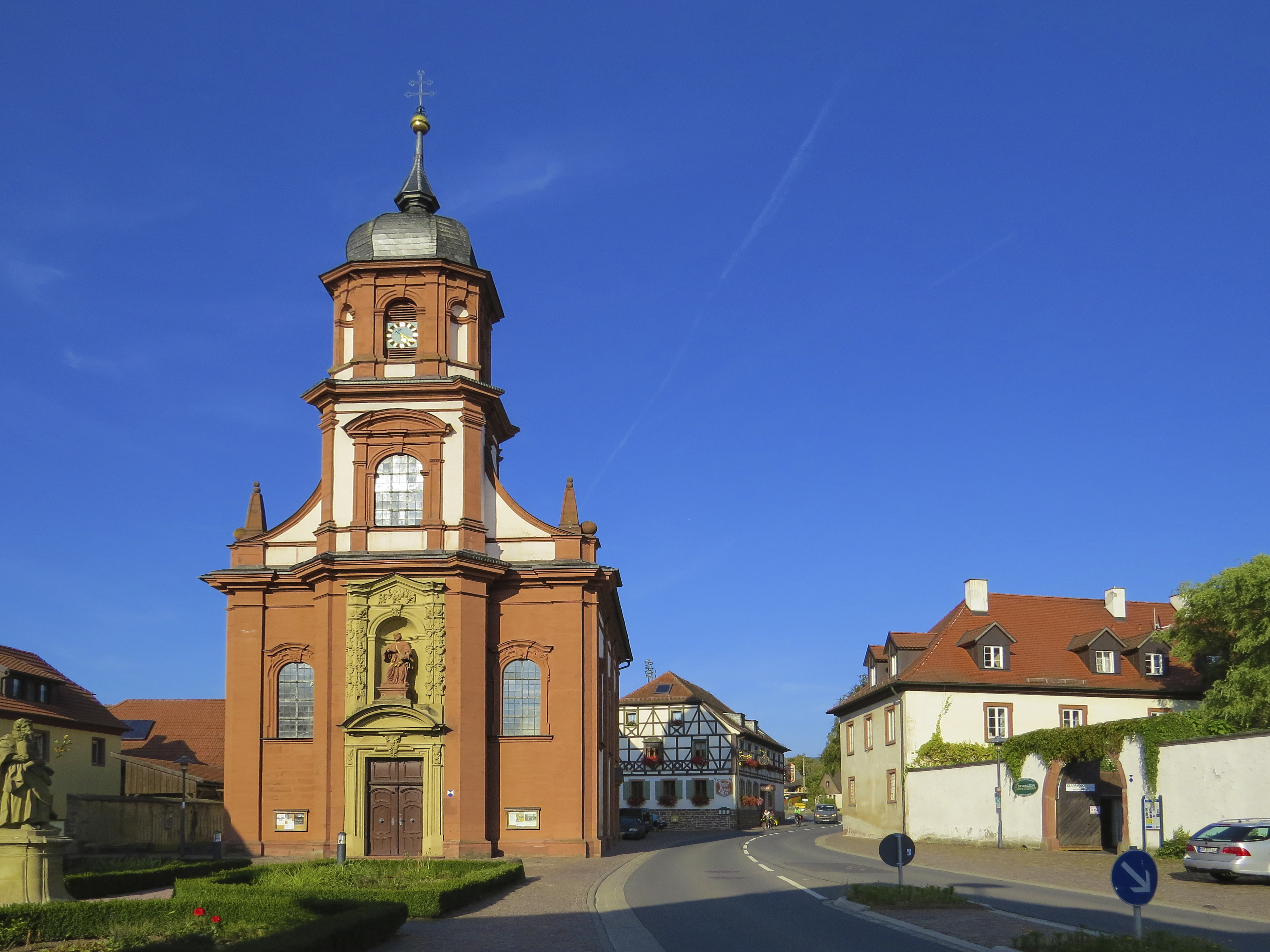
Kirche in Steinbach

Lohr am Main (amtlich: Lohr a.Main) ist eine Stadt im unterfränkischen Landkreis Main-Spessart. Sie liegt am Main im Spessart etwa auf halber Strecke zwischen Würzburg und Aschaffenburg. Lohr ist ein Mittelzentrum und der Sitz, aber kein Mitglied der Verwaltungsgemeinschaft Lohr am Main.

## Geographie

### Geografische Lage
Lohr liegt am Ostabhang des Spessarts an einer Flussbiegung des Mains, der hier nach Süden schwenkt. Damit beginnt das Mainviereck (Südteil des Spessarts). In Lohr münden die Lohr und der Rechtenbach in den Main. Der topographisch höchste Punkt des Stadtgebietes befindet sich mit 542 m ü. NHN am Gipfel der Steckenlaubshöhe, der niedrigste liegt im Main auf 147,3 m ü. NHN.

### Geologie
Der Untergrund besteht im Wesentlichen aus Sedimentgesteinen. Im Spessart findet sich viel Buntsandstein, im Osten schließt sich die fränkische Platte an, die überwiegend aus Muschelkalk besteht.

### Stadtgliederung
Es gibt elf Gemeindeteile (in Klammern ist der Siedlungstyp angegeben):
- Halsbach (Stadtteil)
- Lindig (nicht amtlich benannt)
- Lohr (Hauptort)
- Pflochsbach (Stadtteil)
- Rodenbach (Stadtteil)
- Ruppertshütten (Stadtteil)
- Sackenbach (Stadtteil)
- Sendelbach (Stadtteil) mit Mariabuchen (Wallfahrtskirche)
- Steinbach mit Buchenmühle (beides Stadtteile)
- Wombach (Stadtteil)

Es gibt folgende Gemarkungen:
| Gemarkung            | Einwohner | Fläche ha | Einw./km² | Eingemeindung |
| -------------------- | --------- | --------- | --------- | ------------- |
| Halsbach             | 346       | 698       | 50        | 1972          |
| Kernstadt und Lindig | 6788      | 3900      | 174       | –             |
| Pflochsbach          | 475       | 193       | 246       | 1978          |
| Rodenbach            | 779       | 979       | 80        | 1972          |
| Ruppertshütten       | 747       | 429       | 174       | 1972          |
| Sackenbach           | 1151      | 815       | 141       | 1972          |
| Sendelbach           | 2695      | 575       | 469       | 1939          |
| Steinbach            | 898       | 851       | 106       | 1972          |
| Wombach              | 1957      | 583       | 336       | 1972          |

Einwohnerzahlen Stand: 1. Januar 2020
Außerdem besitzt die Stadt Lohr am Main Flächen in den Gemarkungen anderer Gemeinden (Partenstein, Gemünden und Rechtenbach).

### Nachbargemeinden
An Lohr, mit den eingemeindeten Stadtteilen, grenzen folgende Gemeinden (im Uhrzeigersinn von Norden beginnend): Partenstein, Fellen, Neuendorf, Gemünden am Main, Karlstadt, Steinfeld, Neustadt am Main, Rechtenbach.

## Name

### Etymologie
Ihren Namen hat die Stadt Lohr vom gleichnamigen Fluss Lohr, der dem Main im Stadtgebiet zufließt. Der Zusatz am Main unterscheidet sie von weiteren gleichnamigen Orten.
Am 30. April 1952 wurde der heute gültige Gemeindename Lohr am Main festgelegt.

### Frühere Schreibweisen
Frühere Schreibweisen des Ortes aus diversen historischen Karten und Urkunden: (Jedes Jahr sollte mit einem separaten Hinweis deklariert werden).
- 1295 Lare[9]
- 1331 Lore
- 1333 zu oberen Lore
- 1342 Lor
- 1526 Lohr
- 1573 Loarn
- 1747 Lahr
- 1831 Lohr
- 1946 Lohr am Main

## Geschichte

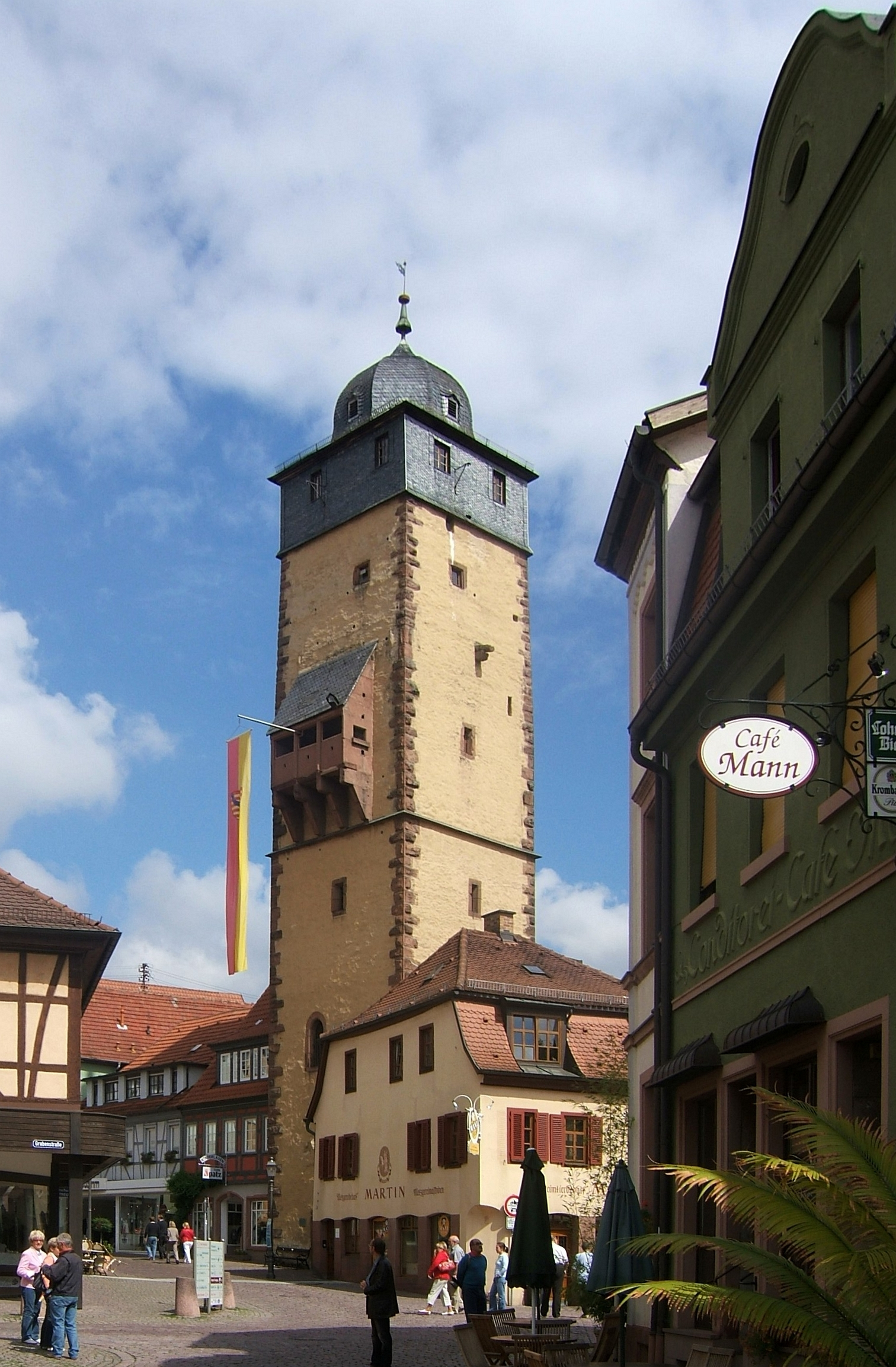
Der Bayersturm

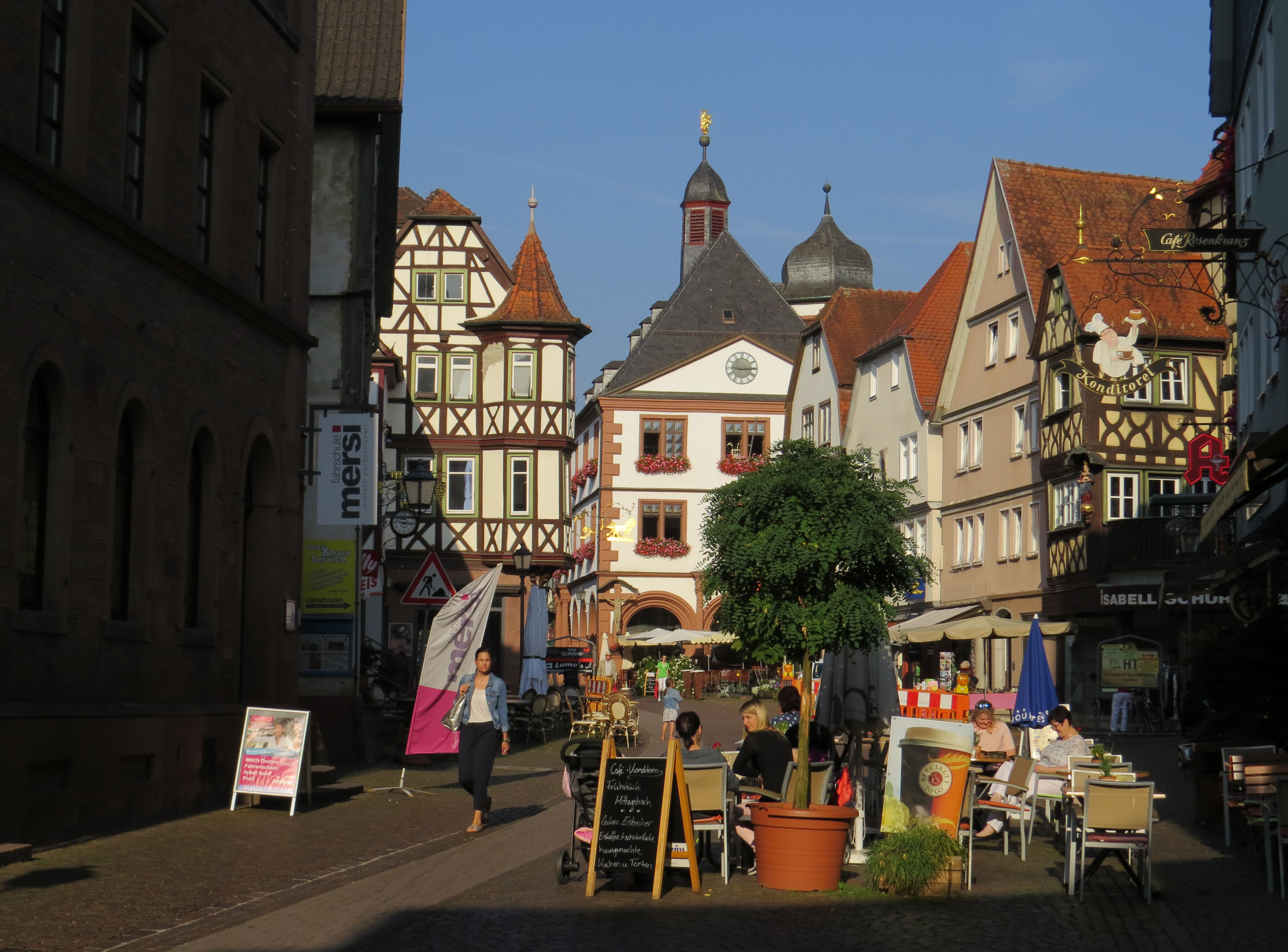
Hauptstraße mit Rathaus in Lohr am Main

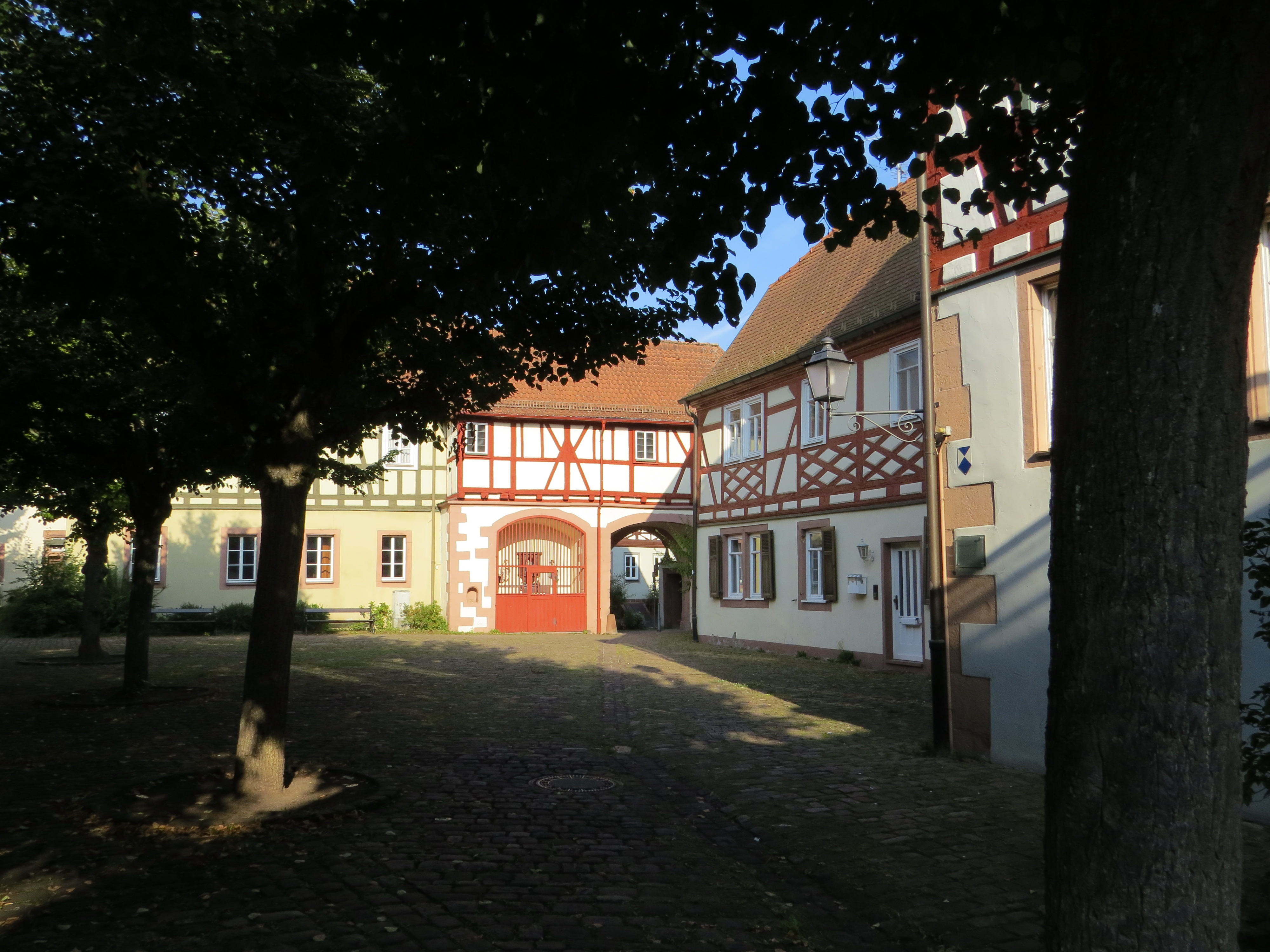
Kirchplatz in Lohr am Main

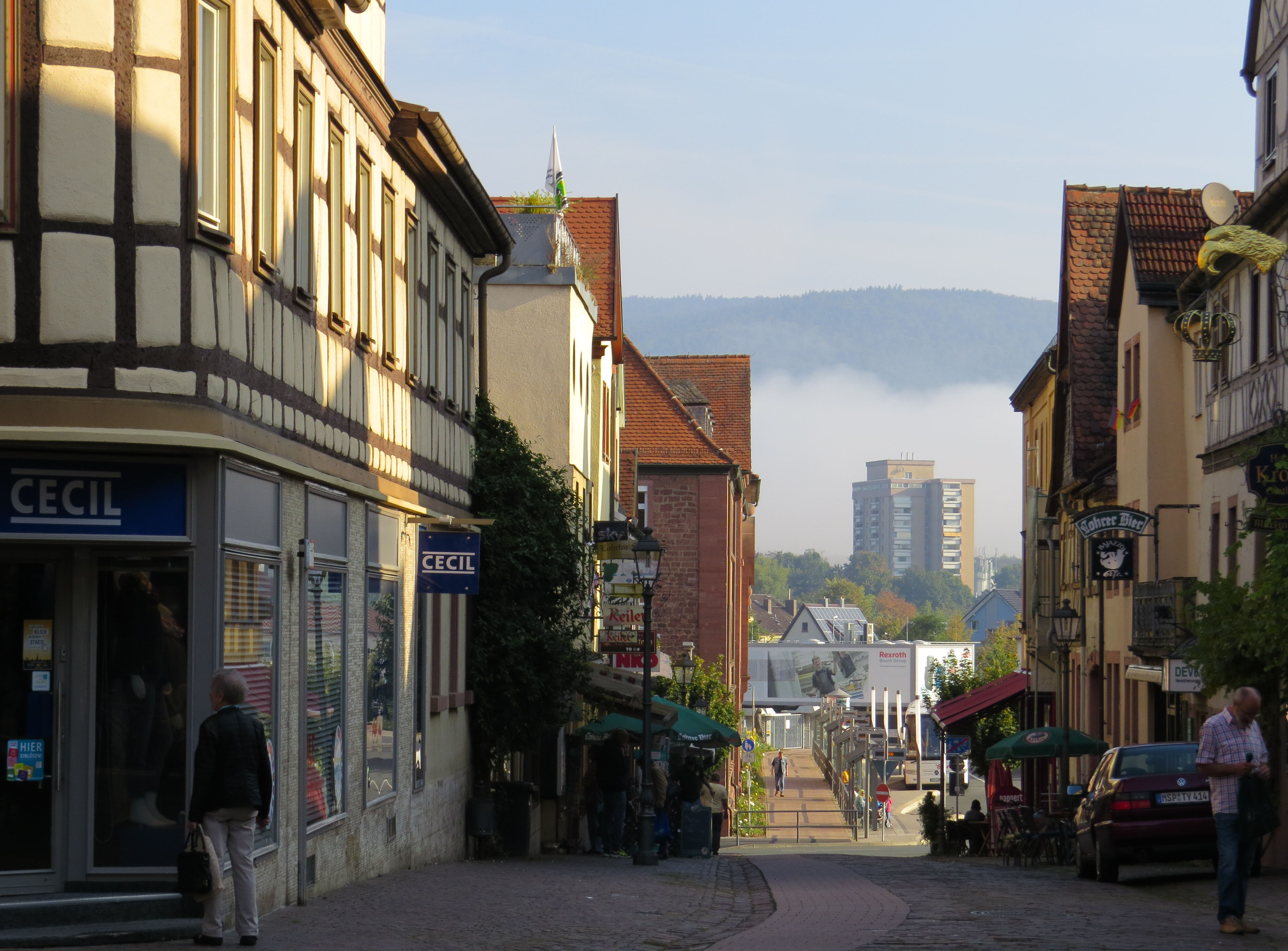
Lohrtorstraße in Lohr am Main

### Bis zum 18. Jahrhundert
Die Stadt Lohr am Main ist wahrscheinlich seit dem 8. Jahrhundert besiedelt, schriftliche Hinweise existieren jedoch nicht. Das jetzige Altstadtgebiet sei auf jeden Fall zur Römerzeit besiedelt gewesen. Allerdings gibt es keinerlei Beweise dafür. Bei einer urkundlichen Nennung im Jahr 1295 soll Lohr als „Lare“ schon Kernort der Grafschaft Rieneck gewesen sein und dies, obwohl es später als Lore und auch in dem Buch von Theodor Ruf auf der Titelseite als LAHR erwähnt wurde. 1333 erhielten die Grafen von Rieneck für ihre „Stat zu oberen Lore“, neben Wertheim und Freudenberg, von Kaiser Ludwig IV. (der Bayer), ein Wittelsbacher, das Stadtrecht Gelnhausens, erklärbar aus den Auseinandersetzungen um das Erbe der ausgestorbenen Linie der Grafen von Rieneck-Rothenfels. Kaiser Ludwig der Bayer wollte jedoch in dieser Auseinandersetzung den Rienecker Stadtherren aus Dank für ihrerseits geleistete Dienste politisch den Rücken stärken. Das Stadtrecht schützte allerdings nicht vor der wohl schon seit langem bestehenden Lehenshoheit durch das Erzstift Mainz, auch wenn der Erzbischof von Mainz erst seit 1366 als Lehnsherr nachweisbar ist. Als Sühne für die Teilnahme am Bauernkrieg wurden den Lohrer Bürgern von 1525 bis 1535 die Privilegien entzogen.
1559, nach dem Tod des letzten Rienecker Grafen Philipp III., kam Lohr daher als heimgefallenes Lehen an das Erzstift Mainz. Lohr erlebte in der Folgezeit eine Blütezeit, die sich noch heute im Stadtbild zeigt. Die Reformation wurde in Lohr noch von Philipp III. eingeleitet. Er hatte im Rahmen seines Besetzungsrechts 1543 Martin Luther und Philipp Melanchthon um Entsendung eines geeigneten Theologen gebeten. Der von ihnen empfohlene Schaffhausener Reformator Johann Konrad Ulmer traf noch im selben Jahr in Lohr ein und wirkte hier bis 1566. Obwohl Lohr seit 1559 mainzisch war, wurde erst unter dem Erzbischof Johann Adam von Bicken 1603 die Rekatholisierung in Angriff genommen und im Wesentlichen bis 1605 abgeschlossen.
Zwischen 1611 und 1629 fielen etwa 70 Bürger in der Lohrer Region der Hexenverfolgung zum Opfer, unter ihnen die Spitalmeisterin Margreth Scherchen aus Lohr am Main 1756. In dem Secret, dem Kerker im Alten Rathaus, waren die Angeklagten inhaftiert, die durch Folter zu Geständnissen gezwungen wurden.
Nach Daten der Gesellschaft für Leprakunde existierte in Lohr ein mittelalterliches Leprosorium, dessen Gründung allerdings nicht genauer datiert werden kann. Der Flurname „Siechenwiese“ weist auf das Leprosorium hin.
Den Dreißigjährigen Krieg (1618–1648) hat Lohr zunächst unbeschadet überstanden; 1632 fielen jedoch Schweden ein. Zur Drangsal des Krieges kam die Pest. Bis zu ihrem Erlöschen verlor die Stadt „mehr als die halbe Bürgerschaft durch die grassierende Infection“. Nach 1648 erholte sich die Stadt langsam. Das handwerkliche Leben auf den vier Lohrer Schiffbauplätzen erblühte. Die Gründung der kurmainzischen Spiegelmanufaktur im Herbst 1704 brachte für damalige Verhältnisse eine Großinvestition in die Stadt. Die Manufaktur bestand bis 1806.
Durch Johann Jost Schleich (um 1645–um 1707) und seine Familie war Lohr ein Zentrum des Orgelbaus, das „den mainfränkischen Orgelbau des 17. und 18. Jahrhunderts entscheidend prägte“.

### 19. bis 21. Jahrhundert
Friedrich Stein errichtete 1817 in der leerstehenden Spiegel-Manufaktur ein Eisenwalzwerk, das 1850 von den Brüdern Rexroth erworben wurde. Politisch wurde das Oberamt Orb und Lohr des Erzstiftes Mainz 1803 zugunsten des Fürstentums Aschaffenburg (Fürstprimas von Dalberg) säkularisiert und fiel mit ihm 1814 (damals ein Departement des Großherzogtums Frankfurt) an Bayern. Im Zuge der Verwaltungsreformen in Bayern entstand mit dem Gemeindeedikt von 1818 die heutige Stadtgemeinde. 1862 wurde Lohr Sitz des Bezirksamts für den neugebildeten Bezirk Lohr.
1875 wurde die alte Mainbrücke gebaut. Im August 1895 legte in Lohr zum ersten Mal ein sich von Mainz aus mit einer Eisenkette flussaufwärts ziehendes Schiff an. Im Jahr 1900 wurde die bis 1938 im Main befindliche Kette für Schlepper bis Kitzingen, 1911 bis Schweinfurt und 1912 bis Bamberg verlängert.
Während der Revolution 1918/19 nach dem Ersten Weltkrieg kam es am 8. April 1919 in Lohr zur Ausrufung der Räterepublik durch Anhänger der USPD, unterstützt von aufständischen Soldaten der Würzburger Garnison. Nach der Niederschlagung der Würzburger Räterepublik und einem Ultimatum des Würzburger Armee-Generalkommandos sahen die Initiatoren in Lohr die Aussichtslosigkeit ihres Vorhabens ein und gaben auf. Die Räterepublik endete am 12. April unblutig.
1936 erfolgte die Gründung der Lindigsiedlung, 1939 die Eingemeindung von Sendelbach.
Juden konnten sich in der Rienecker und Kurmainzer Zeit in Lohr, wenn überhaupt, nur vereinzelt und nie dauerhaft niederlassen. Eine jüdische Gemeinde konnte erst ab 1862 mit Liberalisierung des Zuzugsrechts für Bewohner jüdischen Glaubens in Bayern entstehen (s. Bayerisches Judenedikt von 1813 und Wegfall des sog. Matrikelparagraphen). Um 1867 war die Gemeinde mit ca. 40 Mitgliedern bereits so zahlreich, dass sie einen vorläufigen Betsaal wohl im Eckhaus der heutigen Kellereigasse 6 anmietete (gegenüber dem südlichen Eingang der Tiefgarage). 1871 erwarb sie dann ein Haus in der Fischergasse als Gemeindehaus und Synagoge. Im Jahre 1890 gab es 91 Lohrer Einwohner jüdischen Glaubens. 1933 waren in Lohr einschließlich der etwa 25 jüdischen Patienten der damaligen Heil- und Pflegeanstalt (heute „Bezirkskrankenhaus für Psychiatrie“) noch 70 Personen jüdischen Glaubens gemeldet. Während der Novemberpogrome 1938 wurde am 10. November 1938 auch in Lohr das Innere der Synagoge und verschiedener Häuser jüdischer Bürger verwüstet. Die Gemeinde löste sich danach faktisch durch Wegzug der meisten Mitglieder und Aufgabe des Gemeindehauses in der Fischergasse 1939 auf. Von den weggezogenen jüdischen Mitbürgern wurden fünfzehn vorwiegend von anderen Orten deportiert und ermordet (→ Holocaust).
Aus der damaligen Heil- und Pflegeanstalt (s. o.) wurden in der Zeit der NS-Gewaltherrschaft im Rahmen der „Euthanasie“-Tötungsaktion T4 im September 1940 20 jüdische Patientinnen und Patienten in die Tötungsanstalt Hartheim bei Linz deportiert und ermordet. Im Oktober/November 1940 folgten 451 nichtjüdische Kinder, Frauen und Männer. Sie wurden in die Tötungsanstalten Pirna-Sonnenstein und Grafeneck deportiert und ebenfalls ermordet. Im Frühjahr 1944 wurden 18 Frauen und Männer aus dem Maßregelvollzug der damaligen Heil- und Pflegeanstalt in die Konzentrationslager Auschwitz und Mauthausen verlegt, von denen drei Männer und zwei Frauen überlebten. Seit 1993 erinnert ein in die Straße eingelassenes Bronzerelief des Künstlers Rainer Stoltz an diese Opfer des NS-Regimes.
Am 2. April 1945 wurde der Arzt Carl Brand, der zu jener Zeit beruflich in Lohr zu tun hatte, von der Gestapo verhaftet und am gleichen Tage nach einem Standgerichtsurteil erschossen, weil er die Stadt den US-Truppen kampflos übergeben wollte. Daran erinnert seit 1979 ein Gedenkstein. 2008 wurde eine Straße im neuen Baugebiet Schafhof-Ost nach ihm benannt, nachdem vorherige Bemühungen des Lohrer Bürgers Dietrich Kohl in den Jahren 2005 und 2006 erfolglos geblieben waren.
Am 2. und 3. April fanden in Lohr heftige Kämpfe zwischen der Wehrmacht und US-Armee statt. Letztere verlor hier acht Sherman-Panzer.
Am 1. Juli 1972 wurde der Großteil des Landkreises Lohr am Main Teil des neuen „Landkreises Mittelmain“, der am 1. Mai 1973 seine heutige Bezeichnung „Landkreis Main-Spessart“ erhielt. Als Kreisstadt wurde zunächst Lohr am Main bestimmt. Im Oktober 1972 entschied man sich jedoch für Karlstadt als neuen Kreissitz und verlegte das Landratsamt von Lohr nach Karlstadt. Hiergegen gab es große Proteste in der Bevölkerung, die sich unter anderem in einer Protestfahrt von ca. 4000 Lohrern und Spessartern am 26. Februar 1973 nach München sowie Unterschriftensammlungen mit 27.000 Unterschriften gegen die Entscheidung zeigten. In der Folge traten Hunderte CSU-Mitglieder in der Region aus der Partei aus, da der Beschluss für den neuen Kreissitz von der damaligen CSU-Mehrheit im Maximilianeum in München gefasst worden war; es lösten sich stellenweise ganze Ortsverbände auf. Die Stadt Lohr strengte vergebens eine Normenkontrollklage an.

### Eingemeindungen
Im Jahr 1939 wurde die Gemeinde Sendelbach eingegliedert. Im Rahmen der Gebietsreform in Bayern kamen am 1. Januar 1972 Halsbach, Rodenbach, Ruppertshütten, Sackenbach, Steinbach und Wombach hinzu. Pflochsbach folgte am 1. Januar 1978.

### Einwohnerentwicklung
Im Zeitraum 2010 bis 2020 sank die Einwohnerzahl von 15.707 um 691 Einwohner bzw. um 4,4 % auf 15.016.

## Politik

### Bürgermeister
Zum Ersten Bürgermeister wurde am 16. März 2014 als Nachfolger von Amtsinhaber Ernst-Heinrich Prüße (CSU) Mario Paul (als parteiloser Kandidat, von Grünen und SPD unterstützt) gewählt. Am 15. März 2020 gewann Mario Paul im ersten Wahlgang mit 56,7 % der Stimmen gegen die beiden Mitbewerber von CSU und Bürgerverein (BLuU*).

### Stadtrat
Dem Stadtrat von Lohr gehören 24 Stadtratsmitglieder an:
| Partei / Liste | Sitze |
| CSU            | 7     |
| SPD            | 4     |
| Die Grünen     | 5     |
| Freie Wähler   | 3     |
| BLuU *         | 3     |
| FDP            | 1     |
| ÖDP            | 1     |

### Wappen
| Wappen von Lohr am Main | Blasonierung: „Neunmal geteilt von Rot und Gold, überdeckt mit einem blauen Schrägwellenbalken.“ |
| Wappen von Lohr am Main | Wappengeschichte: Kaiser Ludwig der Bayer verlieh Lohr 1333 Stadtrechte. Stadtherren waren die Grafen von Rieneck, die seit 1296 in Lohr belegt sind und den Ort zum Hauptort ihrer Herrschaft ausbauten. Nach ihrem Aussterben 1559 kam ihr Besitz in Lohr an den Kurstaat Mainz, der die Stadt zum Hauptsitz der Mainzer Herrschaft Rieneck machte. Aus dem Jahr 1408 ist der Abdruck eines Siegels überliefert, der aus dem späten 14. Jahrhundert stammt. Er zeigt den mehrfach geteilten Schild der Grafen von Rieneck, der mit einem Schrägwellenbalken als Sinnbild des Lohrbaches belegt ist. Das Bild hat sich seitdem nur geringfügig geändert. Während die Farben der Teilung unverändert blieben, wechselte die Farbe des Schrägbalkens zwischen Grün und Blau. Die Farben wurden 1957 festgelegt. Dieses Wappen wird seit 1408 geführt. |

### Städtepartnerschaften
Die Stadt Lohr am Main unterhält mit folgenden Städten eine Städtepartnerschaft:
- Přísečnice (Preßnitz) (Tschechische Republik), seit 1956 (Patenschaft für die von dort vertriebenen Sudetendeutschen)
- Burgeis (Italien), seit 1972
- Ouistreham Riva-Bella (Frankreich), seit 1992
- Milicz (Militsch) (Polen), seit 2001

## Wirtschaft und Infrastruktur

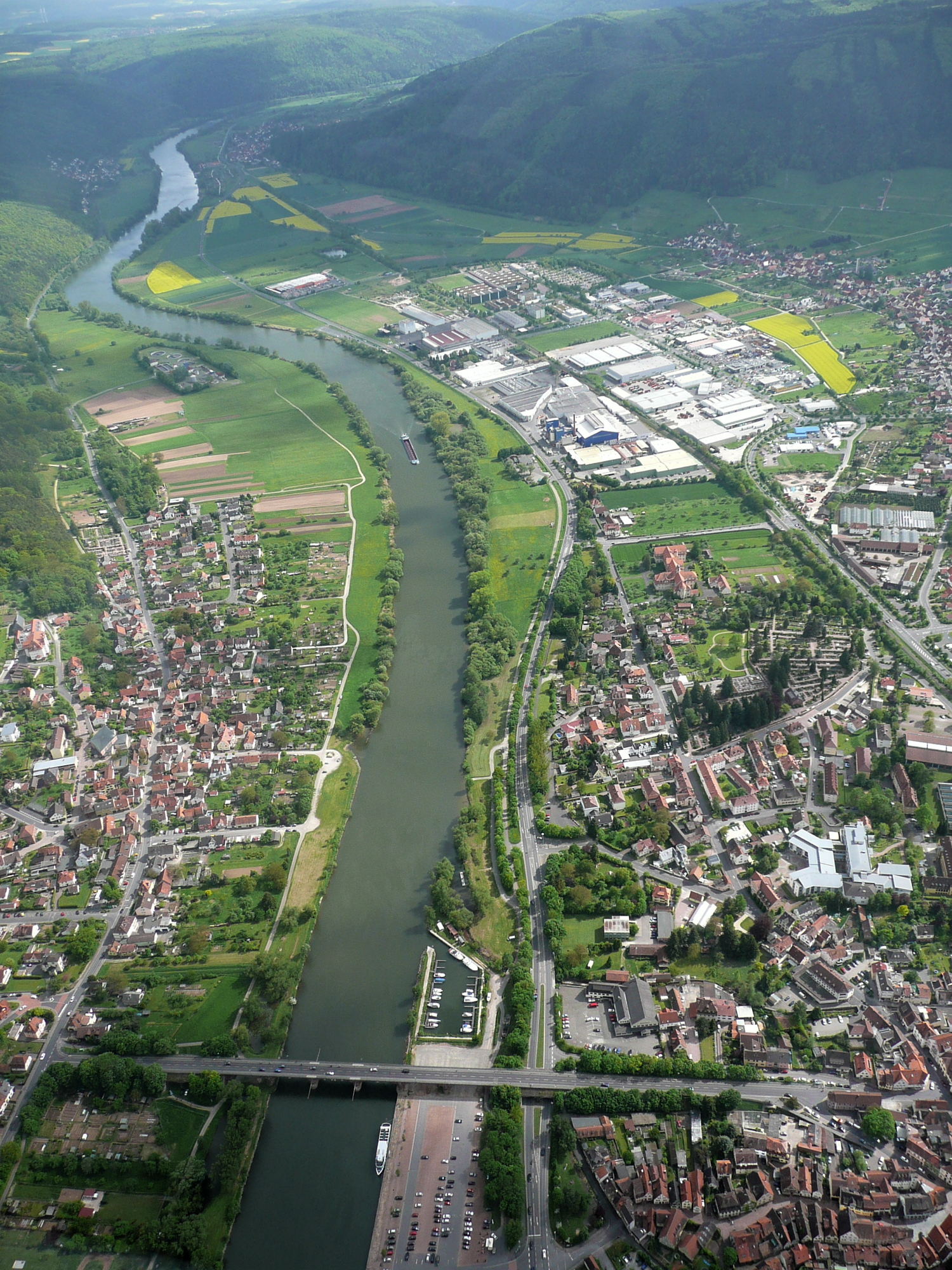
Lohr Maintal und Industriegebiet

### Arbeitsplätze
Lohr am Main ist der wirtschaftlich wichtigste Standort im Landkreis Main-Spessart und hat von allen Kommunen des Landkreises die höchste Zahl an Arbeitsplätzen. Zum 30. Juni 2020 berichtet die amtliche Statistik von 13.919 sozialversicherungspflichtig Beschäftigten in den Betrieben von Lohr am Main; von der Wohnbevölkerung standen 6.335 Personen in einem versicherungspflichtigen Beschäftigungsverhältnis. Damit ist die Zahl der Einpendler um 7.584 höher als die der Auspendler. 245 Einwohner waren arbeitslos.

### Ansässige Unternehmen
Wichtige Arbeitgeber sind:
- Bosch Rexroth AG (Hydraulik, Maschinenbau und Automationstechnik) mit ca. 5400 Beschäftigten in Lohr (Stand Anfang 2017)
- Bezirkskrankenhaus Lohr (Krankenhaus für Psychiatrie, Psychotherapie und psychosomatische Medizin) mit 607 Beschäftigten
- Krankenhaus Lohr (Teil des Klinikums Main-Spessart) mit 450 Beschäftigten
- Gerresheimer Lohr GmbH (Hohlglaserzeugung) mit ca. 450 Beschäftigten (Stand 2023)
- Nikolaus Sorg GmbH & Co. KG (Glasschmelzwannen und Zubehör) mit ca. 200 Beschäftigten am Standort Lohr
- Walter Hunger KG (Hydraulikkomponenten) mit 160 Beschäftigten
- OWI Oskar Winkler GmbH & Co. KG (Formteile aus Holz und Kunststoffen) mit 120 Beschäftigten

Im Jahr 2020 gab es insgesamt 13 Betriebe des verarbeitenden Gewerbes mit 20 oder mehr Beschäftigten, 11 Betriebe im Bauhauptgewerbe, 15 Beherbergungsbetriebe mit mindestens 10 Gästebetten und 42 landwirtschaftliche Betriebe. Diese bewirtschafteten eine Fläche von 1305 ha, darunter 796 ha Dauergrünland (Stand 2016).
Die Stadt Lohr am Main ist von alters her reich an Wald. Mit einer Waldfläche von über 4100 ha ist Lohr drittgrößter kommunaler Waldbesitzer in Bayern nach Augsburg und München. Der Wald der Stadt Lohr ist ein Rotbuchenwald überwiegend vom Typ Hainsimsen-Buchenwald mit einem Anteil von 36 % Nadelholz (Stand 2011). Die Bewirtschaftung ist nach den Grundsätzen der Arbeitsgemeinschaft für naturgemäße Waldwirtschaft (ANW) ausgerichtet. Über zwei Drittel der Stadtwaldflächen liegen im europäischen Biotopverbundsystem Natura 2000. Seit dem Jahr 2000/2001 ist der Stadtwald Lohr nach den Kriterien des Forest Stewardship Council zertifiziert.

### Verkehr

#### Luftverkehr
Der internationale Flughafen Frankfurt Main liegt ca. 85 km von Lohr entfernt und ist über die B 26 und A 3 zu erreichen.

#### Schiene
Die Main-Spessart-Bahn, aus Würzburg und Gemünden kommend, verlässt auf dem Weg nach Aschaffenburg–Frankfurt am Main in Lohr das Maintal und durchquert den Spessart.
Als 2006 die Schnellfahrstrecke Nürnberg–Ingolstadt in Betrieb ging, wurde ein direkter Früh-Intercity bzw. -Interregio nach München durch eine Regionalbahn zuerst nach Würzburg, später als Regionalexpress nach Nürnberg ersetzt. Nächste ICE-Halte sind Aschaffenburg und Würzburg.
Am östlichen Rand des Gemeindegebiets verläuft ein kurzes Stück des Mühlbergtunnels der Schnellfahrstrecke Hannover–Würzburg in Nord-Süd-Richtung. Auf dem Gebiet der Gemeinde liegt auch ein Abschnitt der Nantenbacher Kurve mit dem Schönraintunnel.
Die Bahnstrecke Lohr–Wertheim von Lohr Bahnhof über Lohr Stadt war eine eingleisige, nicht elektrifizierte und normalspurige Strecke nach Wertheim; der Personenverkehr zwischen Lohr Stadtbahnhof und Wertheim wurde am 30. Mai 1976 eingestellt, der Abschnitt Lohr Bahnhof–Lohr Stadt folgte am 22. Mai 1977. Dort wird heute noch der Güterverkehr bedient. Der Haltepunkt Lohr Bahnhof hat seit Februar 2019 keine Versorgung mehr durch eine Reiseagentur.
Die Gleisanlagen nach der Firma Gerresheimer wurden von der Deutschen Bundesbahn abgebaut, der Eisenbahndamm Richtung Rodenbach ist jedoch noch erkennbar. Gegenwärtig laufen Planungen, die Strecke von Lohr Bahnhof nach Lohr Stadt – auch im Hinblick auf den Neubau eines Kreiskrankenhauses in Lohr – zu reaktivieren. Im Zuge dessen wird auch das Industriegebiet mit eingeplant.
Der ehemalige Haltepunkt Lohr Stadt neben dem Parkdeck ist nun ein Gastronomiebetrieb.

#### Straße
Lohr liegt an der B 26, der B 276, der Staatsstraße 2435 und der Staatsstraße 2315. Die nächsten Autobahnen sind die BAB 3 (München – Würzburg – Frankfurt/Main), Anschlussstellen Weibersbrunn, Hösbach und Marktheidenfeld sowie die BAB 7 (Würzburg – Kassel), Anschlussstelle Hammelburg.
Der innerstädtische Busverkehr wird über Stadtbusse mit der Bezeichnung Lohrliner organisiert, die auf den Linien A bis E zwischen den Stadtteilen sowie mit einer City-Linie durchs Stadtzentrum verkehren.

#### Wasserstraße
Der Main ist eine Bundeswasserstraße erster Ordnung, für die das Wasserstraßen- und Schifffahrtsamt Schweinfurt zuständig ist.

### Radwege
- Der Main-Radweg führt entlang des Mains, nicht nur durch Lohr.[41]
- Die Mittelalter-Radroute führt von Lohr am Main über Bad Orb und Gelnhausen weiter bis nach Büdingen.[42]

### Trinkwasserversorgung und Abwasserentsorgung
Die Gewinnung, Aufbereitung und Verteilung des Trinkwassers wird größtenteils von den Stadtwerken Lohr übernommen. Lediglich die Stadtteile Pflochsbach und Rodenbach werden von der Fernwasserversorgung Mittelmain versorgt und Mariabuchen erhält sein Wasser aus den Brunnen der Stadtwerke Karlstadt in Wiesenfeld. Das Trinkwasser für das übrige Stadtgebiet stammt aus Grund- und Quellwasser. Hierzu stehen sechs Quellen und zwei Tiefbrunnen zur Verfügung. In sieben Wasserwerken erfolgt die anschließende Aufbereitung, unter anderem mit Ultrafiltration. Die Trinkwasserabgabe der Stadtwerke liegt bei 900.000 m³ jährlich. Das Leitungsnetz ist 180 Kilometer lang. Hier sind elf unterirdische Behälter mit einem Gesamtvolumen von 5.500 m³ eingebaut, die der Druckerhaltung im Netz dienen und Spitzenverbräuche abfangen. Im Jahr 2016 hatten 99,9 % der Einwohner Lohrs einen Anschluss an das Trinkwassernetz.
Die Gesamthärte liegt je nach Herkunft des Wassers zwischen 3,1 und 19,2 °dH. Der Brutto-Verbrauchspreis liegt bei 3,60 Euro je Kubikmeter.
Die Ableitung und Reinigung des anfallenden Abwassers fällt ebenfalls in den Zuständigkeitsbereich der Stadtwerke Lohr. 99,4 % der Stadtbewohner waren 2016 an die 161 Kilometer lange Kanalisation angeschlossen. Das Abwasser wird in der zentralen Kläranlage Sendelbach  im Belebtschlammverfahren gereinigt und in den Main eingeleitet. Lediglich in Ruppertshütten gibt es aufgrund der großen Entfernung eine eigene Ortsteilkläranlage , die in den Sindersbach einleitet. Insgesamt werden jährlich 2,5 bis 3 Mio. m³ Abwasser gereinigt.

## Bildung und Kultur

### Bildung
- Kindertageseinrichtungen: acht mit insgesamt 713 genehmigten Plätzen und 609 betreuten Kindern, davon 124 unter drei Jahren[32]
- Grundschulen: Lohr am Main, Rodenbach, Sackenbach, Sendelbach, Wombach
- Förderschule: St. Kilian-Schule Sonderpädagogisches Förderzentrum Marktheidenfeld – Lohr
- Mittelschule: Gustav-Woehrnitz-Volksschule Lohr am Main
- Präparandenschule von 1866 bis 1923. Grundausbildung für angehende Volksschullehrer. Insgesamt wurden 3039 Schüler unterrichtet.
- Realschule: Georg-Ludwig-Rexroth-Realschule[50]
- Gymnasium: Franz-Ludwig-von-Erthal-Gymnasium, neusprachlicher und naturwissenschaftlich-technologischer Zweig[51]
- Berufsschule: Staatl. Berufsschule Main-Spessart mit Berufsaufbauschule und Ausbildungszentrum
- Berufsfachschule – Berufsfachschule für Krankenpflege
- Bayerische Forstschule und Technikerschule für Waldwirtschaft Lohr am Main der Bayerischen Forstverwaltung[52] (vgl. Forsttechniker)

Weitere Bildungseinrichtungen
- IGM-Bildungsstätte
- Musikschule: Städt. Sing- und Musikschule
- Volkshochschule: Volkshochschule der Stadt Lohr am Main

### Museen

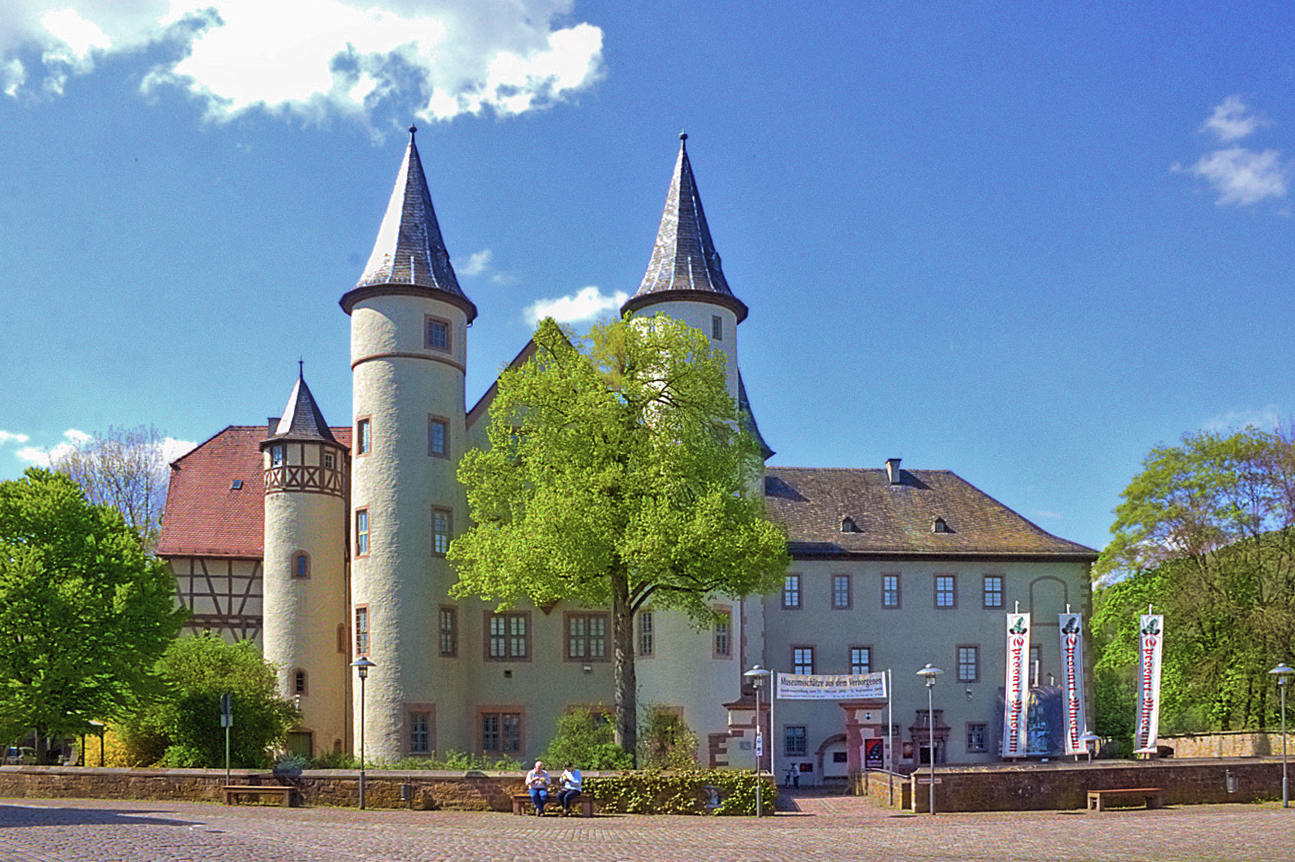
Lohrer Schloss

Im Lohrer Schloss ist das Spessartmuseum untergebracht, das sich hauptsächlich mit Wirtschaft und Handwerk, aber auch mit der Geschichte des Raumes Spessart befasst. Im Zusammenhang mit der vom Lohrer Karlheinz Bartels entwickelten Theorie, dass das historische Schneewittchen im Lohrer Schloss geboren wurde, befinden sich auch Ausstellungsstücke wie der ‚Sprechende Spiegel‘ im Museum.
Im Stadtteil Sendelbach gibt es ein anschauliches Schulmuseum mit den Schwerpunkten Kaiserreich (1871–1918) und Drittes Reich (1933–1945).
Das Isolatorenmuseum findet sich in der Haaggasse in einem denkmalgeschützten ehemaligen Transformatorenhäuschen: Lothar Vormwald stellt dort Isolatoren aller Art aus.

### Bauwerke

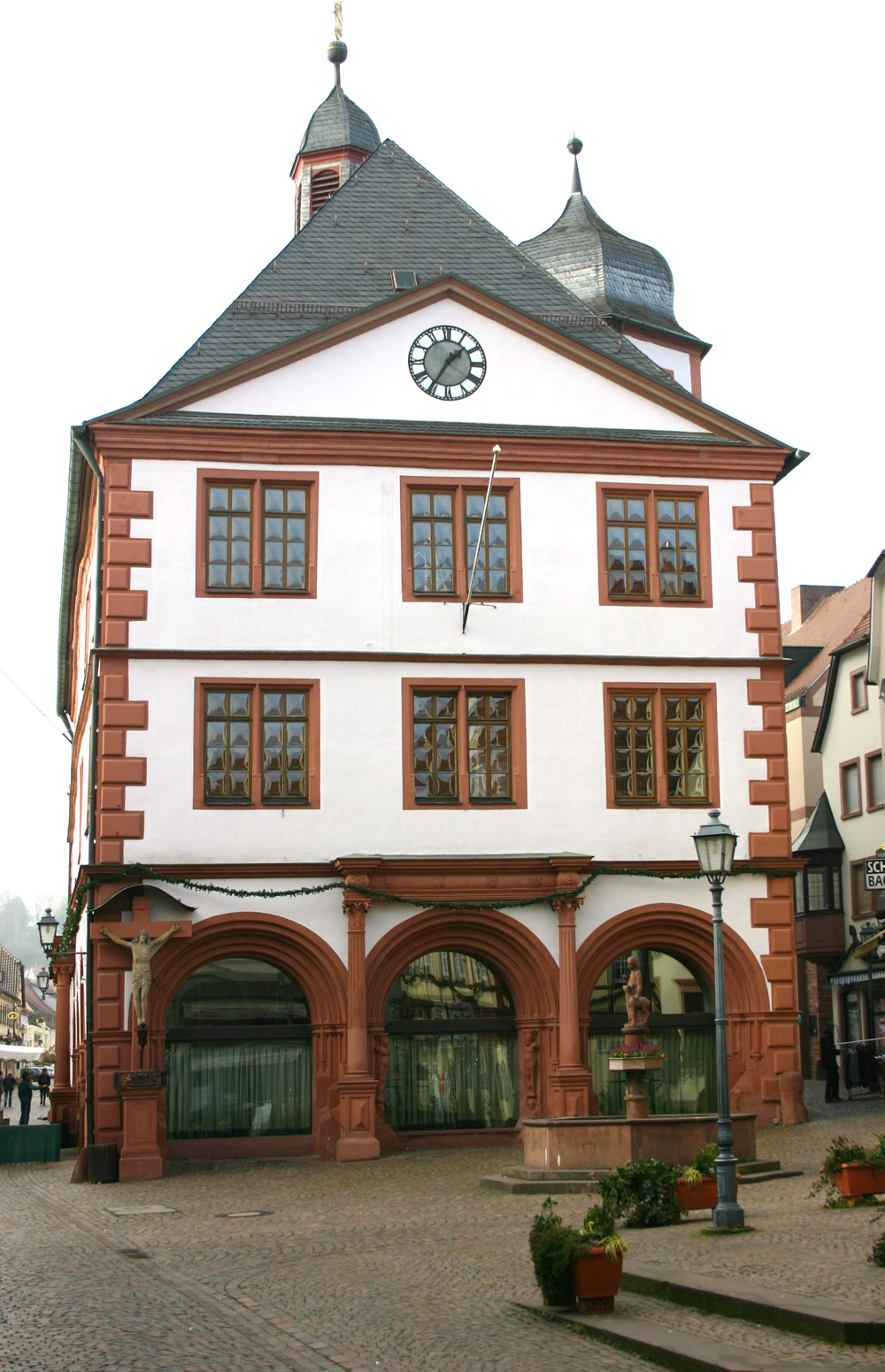
Altes Rathaus

Die wichtigsten Sehenswürdigkeiten im Stadtkern sind
- das Alte Rathaus (1599–1602), ein Renaissancebau von Michael Imkeller mit großen Arkaden im Sockelgeschoss, das einst eine offene Markthalle war. Eine Vielzahl von Masken und Karyatiden wurden an der Fassade angebracht; das Relief an der Krieger-Gedenktafel von 1870/71 im 1. Stock ist ein Frühwerk von Ignatius Taschner.[56]
- das Lohrer Schloss, mit dem Mittelbau bzw. Wohnturm als ältester Teil im 14. Jahrhundert als Herrschaftssitz  der Grafen von Rieneck erbaut, wurde nach ihrem Aussterben 1559 von den Mainzer Kurfürsten als neuen Landesherren übernommen und umgestaltet. So auch von Philipp Christoph von und zu Erthal, der von 1719 bis 1748 Mainzer Amtmann in Lohr war.[57] Danach war es nacheinander Sitz des Landgerichts, des Bezirksamts und des Landratsamts; heute beherbergt es das Spessartmuseum. Nebengebäude der einstigen Kurmainzischen Administration am Schlossplatz sind die ehemalige Kellereischeune in Fachwerk sowie die ehemalige Waldbauschule und das Forstamt; die Kellereischeune war einst das „Bandhaus“ der Rienecker (die gräfliche Küferei und Weinkellerei), erbaut kurz nach 1415 und damit eines der ältesten erhaltenen Gebäude Lohrs.
- der Bayersturm (Stadtturm, 1330–1385), Wahrzeichen der Stadt Lohr, und einige wenige Reste der Stadtmauer, die größtenteils im 19. Jahrhundert abgebrochen wurde;
- die Pfarrkirche St. Michael (12.–15. Jahrhundert) ist eine spätgotische Kirche auf Fundamenten einer romanischen Pfeilerbasilika und frühmittelalterlicher Vorgängerbauten des 8. Jahrhunderts,[58] die aber nicht in der Baudenkmalliste für Lohr aufgelistet sind. Der frei stehende Glockenturm stammt aus der zweiten Hälfte des 15. Jhd. Die älteste Glocke, von 1482, ist auf den Namen Heilige Familie geweiht. Die Inneneinrichtung stammt aus dem 19. Jahrhundert. 2014 fand eine umfangreiche Generalsanierung statt.
- die 1934 eingeweihte Auferstehungskirche am Fuße des Valentinusbergs ist ein Umbau des evangelischen Bet- und Schulhauses von 1872. Das Altarbild Auferstehung Christi sowie ein Bild an der Seite des Hauptschiffes ist das letzte große Werk von Matthäus Schiestl.

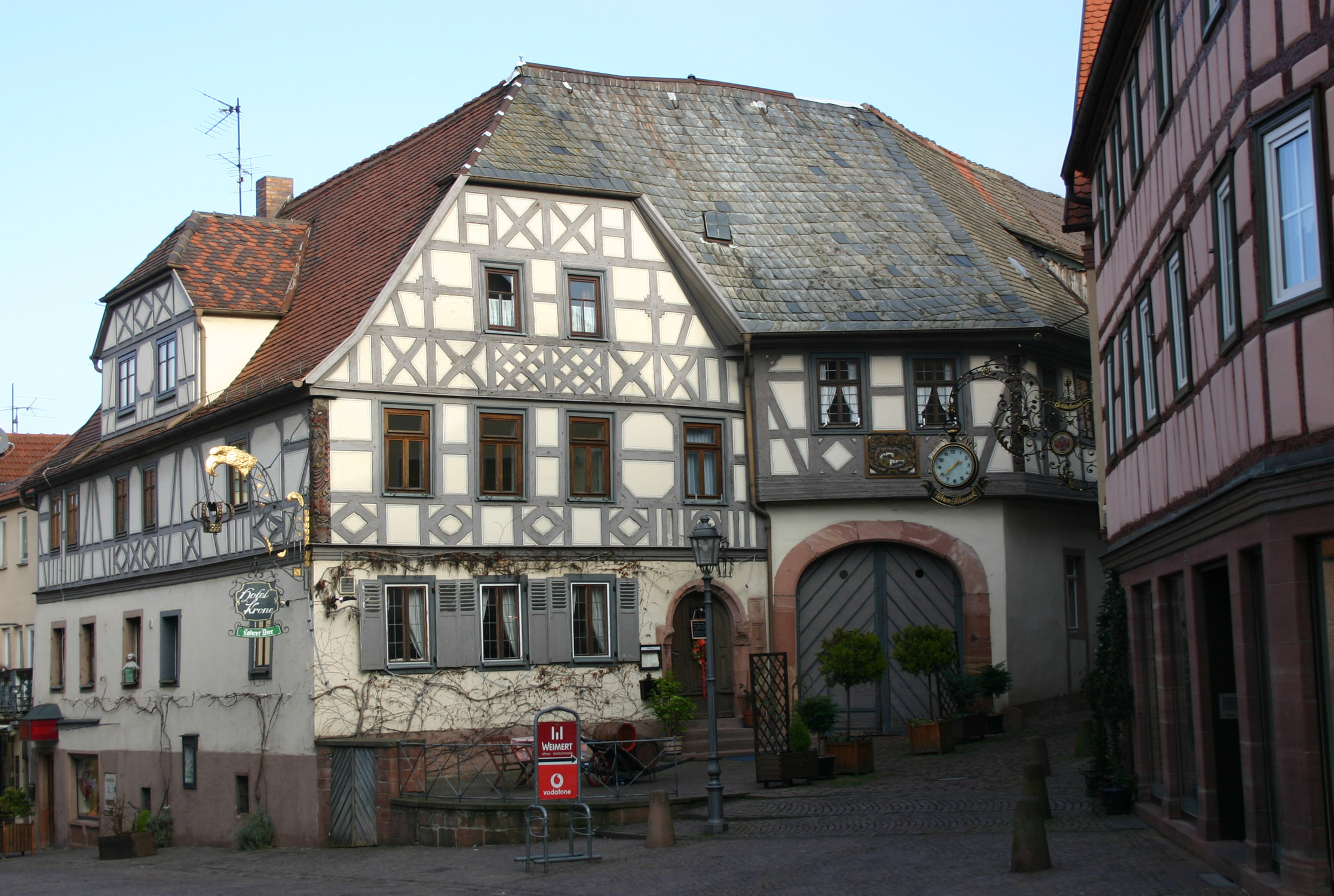
Gasthof Krone 1567

Die untere Altstadt (Hauptstraße und einige Seitenstraßen) ist ein architektonisch geschlossenes Ensemble von Fachwerkhäusern im fränkischen Stil geblieben. Das größte zusammenhängende Sichtfachwerkgebäude ist der 1567 erstmals erwähnte Gasthof Krone (Lohrtorstraße 2); das imposante denkmalgeschützte Anwesen mit Portal von 1589 ist der einzige noch in Betrieb befindliche historische Gasthof in der Lohrer Altstadt. Weitere Beispiele repräsentativer Fachwerkhäuser sind das Eckhaus Hauptstraße 2 (1559), das spätgotische Doppelhaus Hauptstraße 3/5, das „Maulaffeneck“ (Ecke Turmstraße, 1589), die Häuser des so genannten „Malerwinkels“ (Hauptstraße 19–27), die Marienapotheke Ecke Hauptstraße/Apothekergasse (seit ca. 1735, vormals seit ca. 1560 „Gasthof Zum Ochsen“) sowie einige andere, teilweise mit Erkern und Skulpturenschmuck, die heute Geschäfte, Cafés und Gaststätten beherbergen. Am Unteren Marktplatz (Hauptstraße/Ecke Brunnengasse) steht heute statt des mittelalterlichen Brunnens der Märchenbrunnen (Hermann Amrhein 1936, Brüderchen und Schwesterchen).

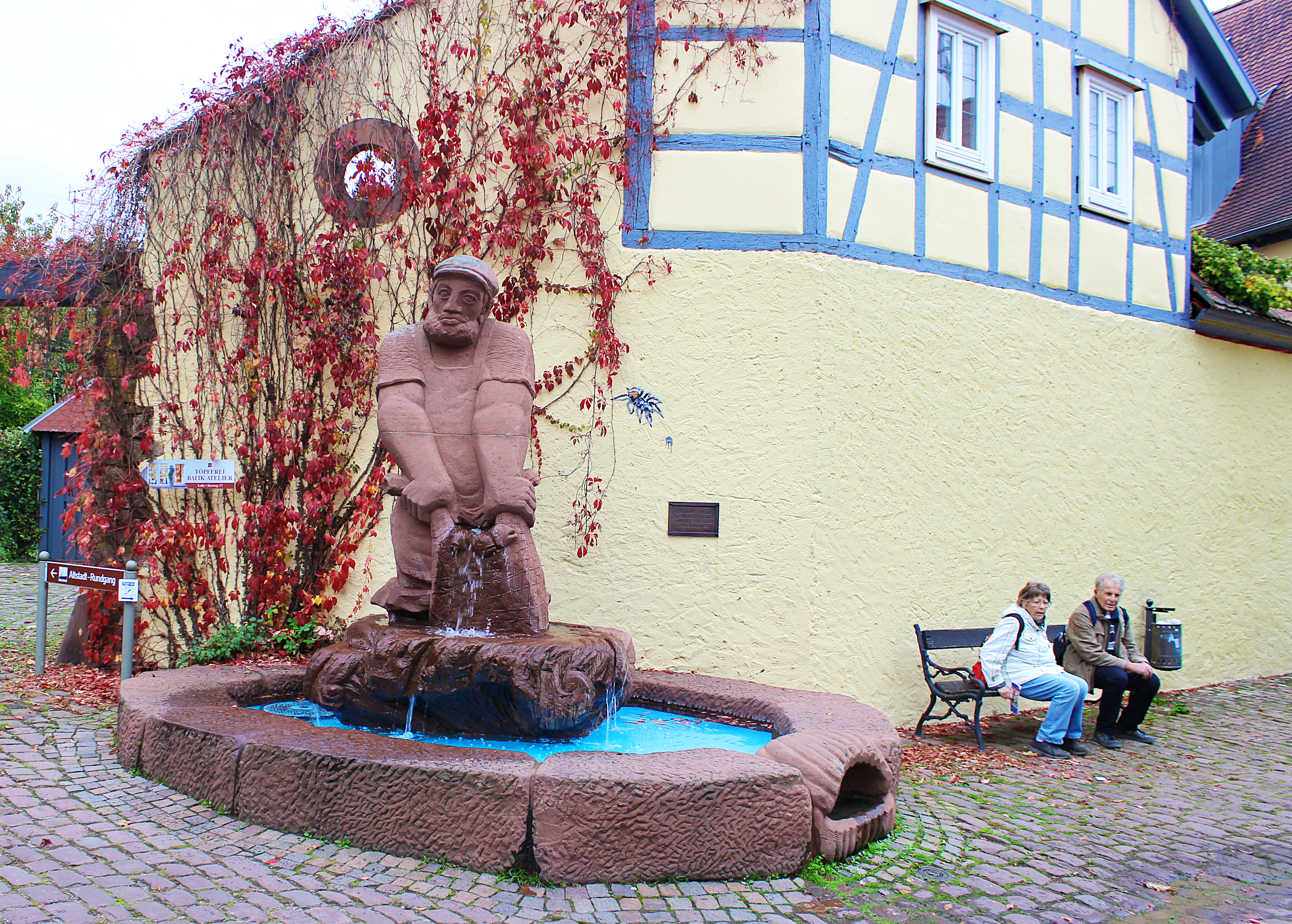
Fischerbrunnen

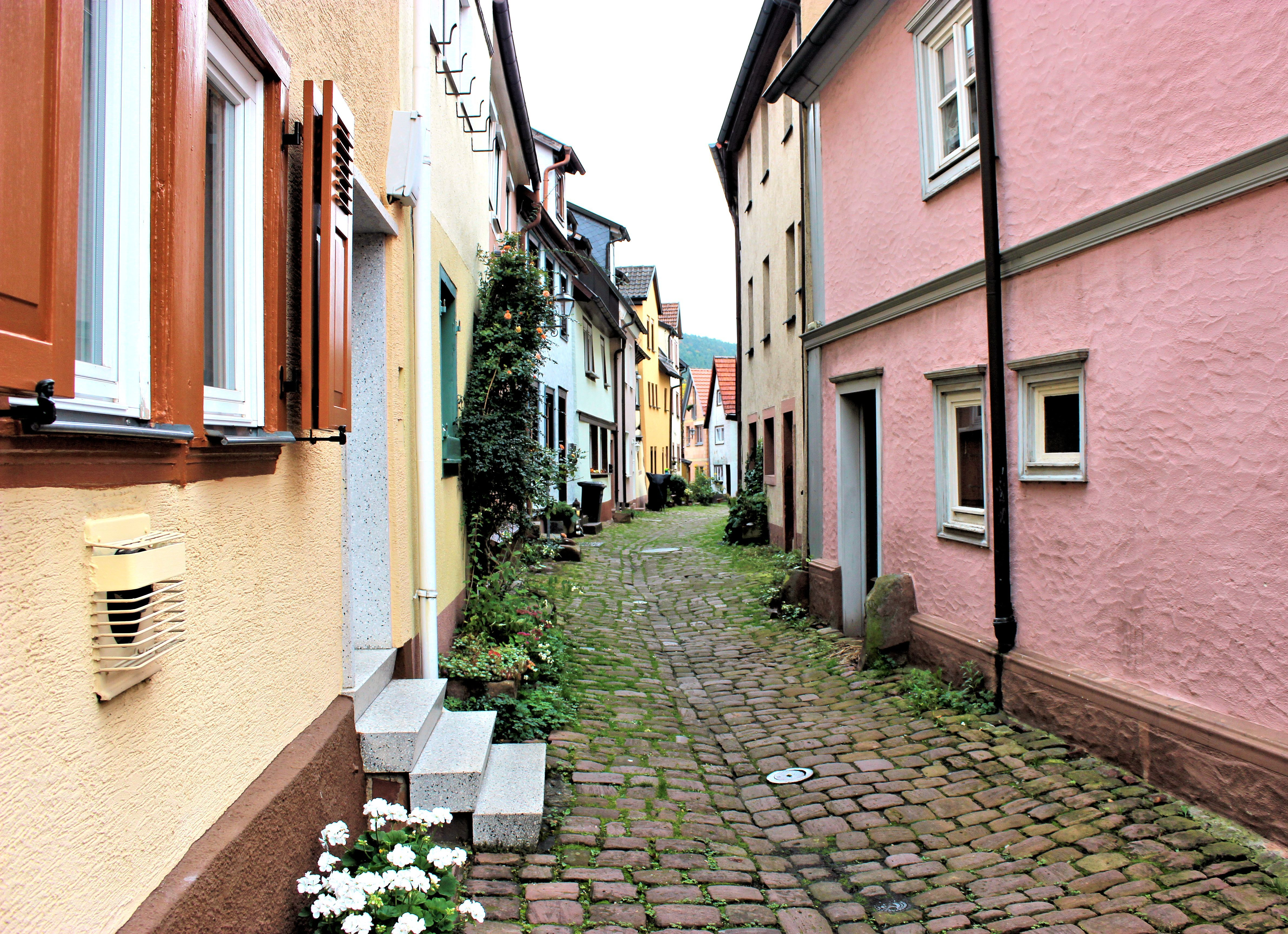
Die Muschelgasse im Historischen Fischerviertel

Auch das historische Fischerviertel weist mittelalterliche Fachwerkbauten auf (ein schönes Beispiel Fischergasse 15 + 17, 1786). Eine moderne Reminiszenz an die Fischerzunft am Main ist der aus Sandstein gefertigte „Fischerbrunnen“ von Helmut Weber (1983): Hier zieht ein stämmiger Mann mit Bart sein volles Netz aus dem Wasser (Durchgang Fischergasse / Muschelgasse).
Seit 1875 wird der Main von der Alten Mainbrücke überspannt. Für den kunstvollen Oberbau kamen etliche Steinmetze nach Lohr, u. a. Bartholomäus Taschner, der Vater von Ignatius Taschner. Hundert Jahre später folgte der alten Bogenbrücke eine zweite, die 417 m lange Neue Mainbrücke, eine Spannbetonkonstruktion.

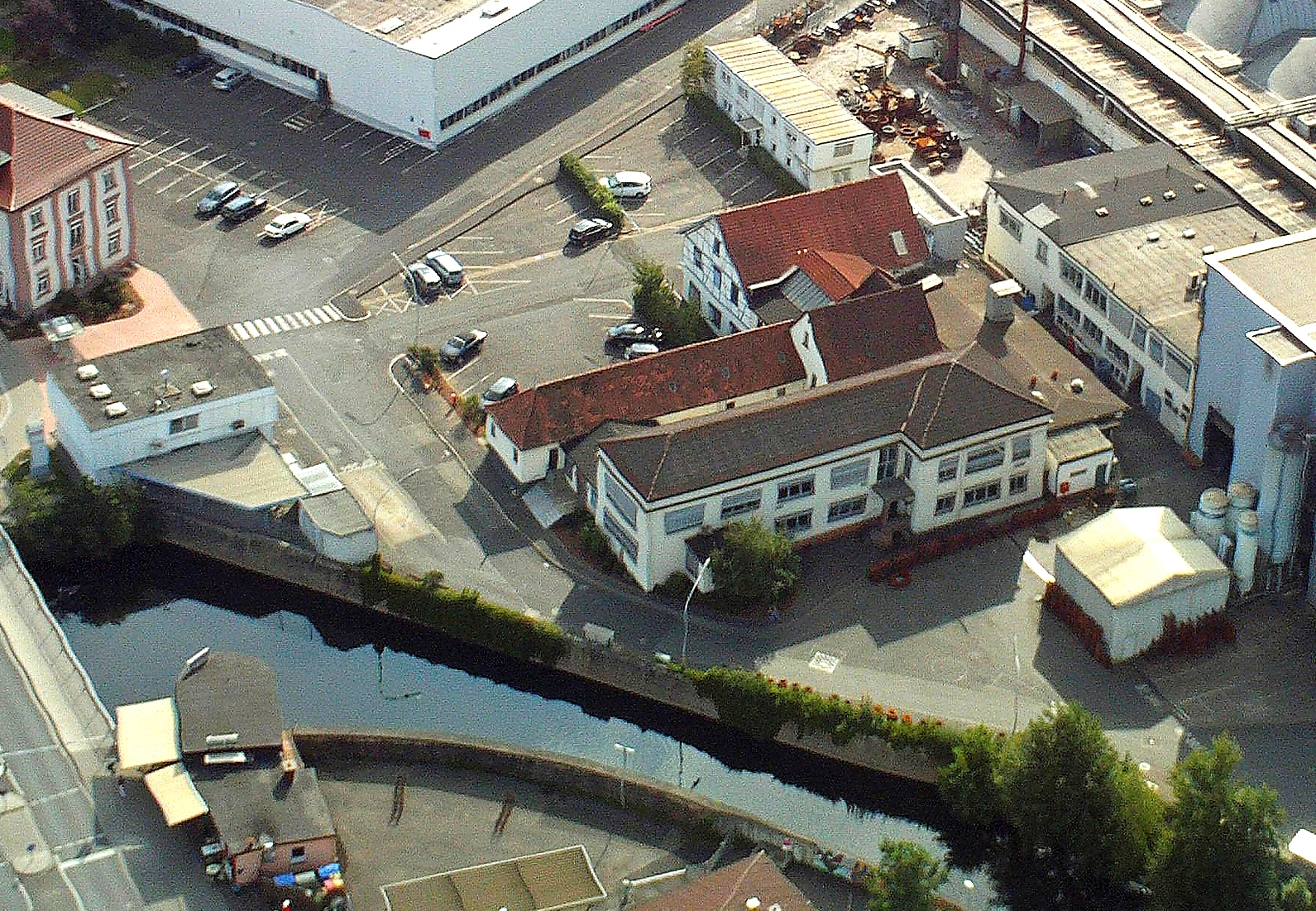
Ehemalige Spiegelmanufaktur. Das Glas kam aus Rechtenbach.

Außerhalb des Stadtkerns, wo sich heute das Gelände der Bosch Rexroth AG befindet, errichtete Kurfürst Lothar Franz von Schönborn die kurmainzische Spiegelmanufaktur zu Lohr (1704–1806). Sie ist als Gebäudegruppe bis heute, wenn auch modern überformt, deutlich erkennbar. Der mächtige Original-Wappenstein des Kurfürsten Philipp Karl von Eltz-Kempenich an ihrer Ostseite zeugt von größeren Umbaumaßnahmen nach 1732. Die Manufaktur machte in ihrer Blütezeit mit den prunkvollen „Lohrer Spiegeln“ sogar Venedig Konkurrenz und Lohr in aller Welt bekannt. Die Spiegel fanden ihren Weg bis nach Indien und Amerika. Lohr kann damit heute auf eine über 300-jährige Industriegeschichte zurückblicken.
Außerhalb Lohrs sind die wichtigsten Sehenswürdigkeiten
- Schloss Steinbach, das Barockschloss des Würzburger Fürstbischofs Christoph Franz von Hutten mit Park, 1725–1728 nach Plänen Balthasar Neumanns errichtet (Privatbesitz, innen nicht zugänglich) sowie
- Kloster Mariabuchen.

### Regelmäßige Veranstaltungen

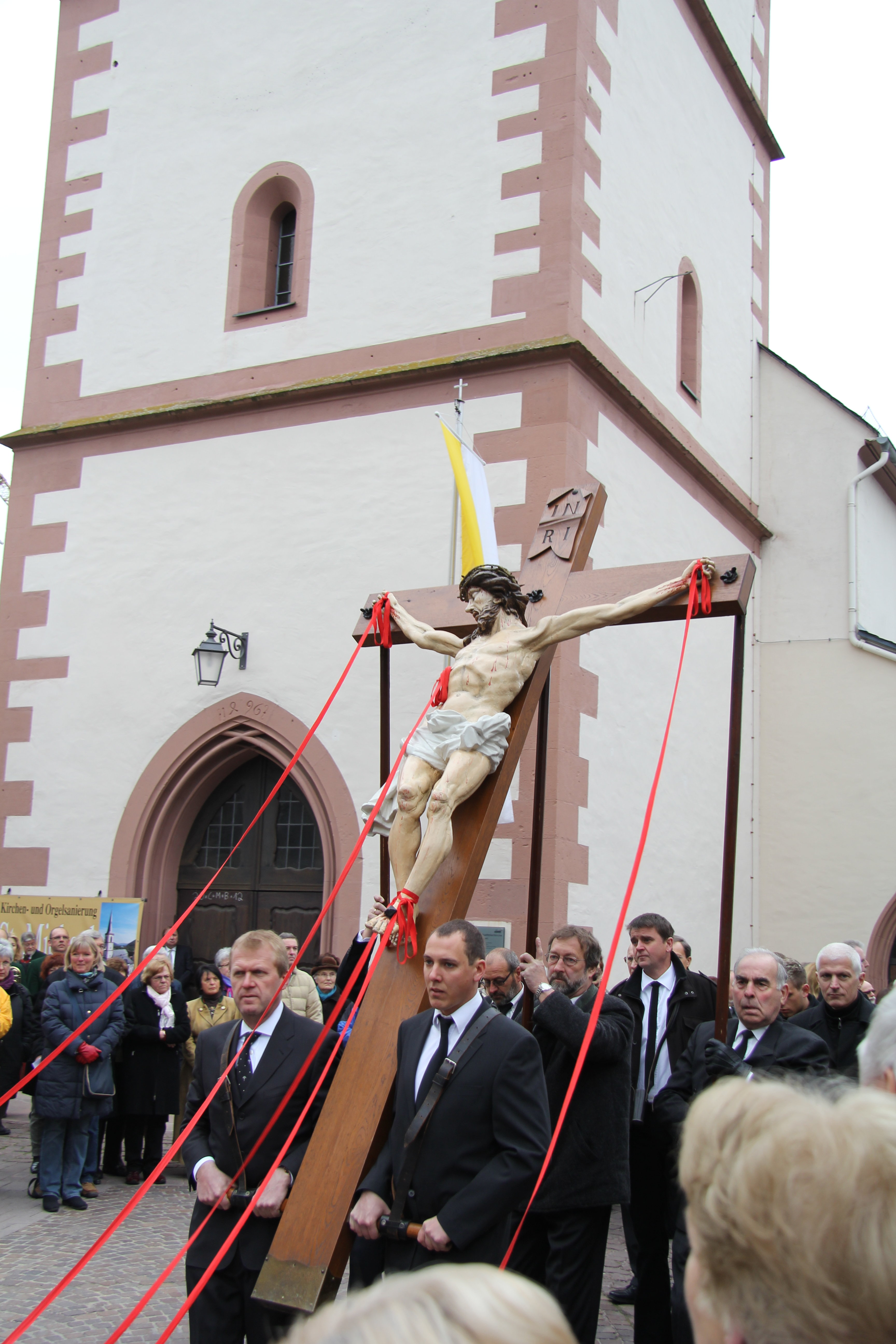
Lohrer Karfreitagsprozession 2012

In Lohr findet seit spätestens 1656 alljährlich die älteste noch gepflegte Karfreitagsprozession in Deutschland statt und zieht jedes Jahr tausende Besucher an.
Auf ein Pestgelübde geht der seit 1666 geübte Brauch der Lohrer Bürger zurück, alle Jahre am Gedenktag des hl. Rochus (16. August) in einer Prozession zur Valentinuskapelle auf den Valentinusberg über der Stadt zu ziehen und dort einen feierlichen Gottesdienst zu Ehren der Allerheiligsten Dreifaltigkeit zu halten.
Unter Spessartsommer wird eine Reihe von Festen und kulturellen Veranstaltungen zusammengefasst; zu ihnen gehören das Lohrer Tanzfest, das Altstadtfest, das City-Festival und Klingendes Lohr.
Herausragende Bedeutung hat die Lohrer Spessartfestwoche, die zehn Tage lang um den 1. August herum stattfindet. Ein bayerisches Bierzelt mit 4500 Sitzplätzen und Live-Musik, ein Biergarten direkt am Mainufer mit weiteren 2000 Sitzplätzen bilden den Kern der Veranstaltung, ein Rummelplatz mit Fahrgeschäften sowie ein großes Abschlussfeuerwerk runden es ab. Im Jahr 2013 fand die 68. Spessartfestwoche mit um die 100 000 Besuchern statt. 20 678 Fahrgäste benutzten dabei die Linien des Festwochen-Expresses (Sonderbuslinien).
Kabarett- und Laientheaterveranstaltungen gibt es in Lohr und einigen Stadtteilen.

### Öffentliche Einrichtungen
Lohr verfügt über ein Kreiskrankenhaus mit den Fachrichtungen Chirurgie, Innere Medizin, Anästhesie, Neurologie, Urologie, Augenheilkunde und HNO, sowie über das Bezirkskrankenhaus für Psychiatrie, Psychotherapie, Psychosomatische Medizin und Forensische Medizin des Bezirks Unterfranken.
Ebenfalls ist eine Straßenmeisterei des Staatlichem Bauamt Würzburg in Lohr angesiedelt.

### Sport
Sportverein: Der TSV 1846 Lohr ist ein Mehrspartenverein mit 18 Abteilungen, der u. a. die Sportarten Handball, Fußball, Volleyball, Basketball, Turnen, Leichtathletik, Fechten, Gymnastik, Schwimmen, Tennis anbietet.

### Tourismus

#### Tourismuskonzept „Schneewittchenstadt“
Im Jahr 1985 gründete Karl Heinz Bartels einen Arbeitskreis Fabulologie in Lohr. 1986 bemerkten der Lohrer Apotheker und Pharmaziehistoriker Karl Heinz Bartels und seine beiden Lohrer Stammtischfreunde, der Museumsleiter Werner Loibl und der Schuhmachermeister Helmuth Walch, dass sich in dem Märchen Schneewittchen Bezugspunkte zu ihrer Heimatstadt und deren Umgebung im Spessart finden lassen. Bartels stellte daraufhin scherzhaft die These auf, dass, falls es ein historisches Vorbild für Schneewittchen gab, dieses eine Lohrerin gewesen sein müsse. Er untermauerte diese Überlegungen in seiner ersten Publikation 1990 Schneewittchen – Zur Fabulologie des Spessarts mit sogenannten „wissenschaftlichen Methoden der Fabulologie“: Alles galt es mit historischen Fakten zu belegen und genau zu verorten.

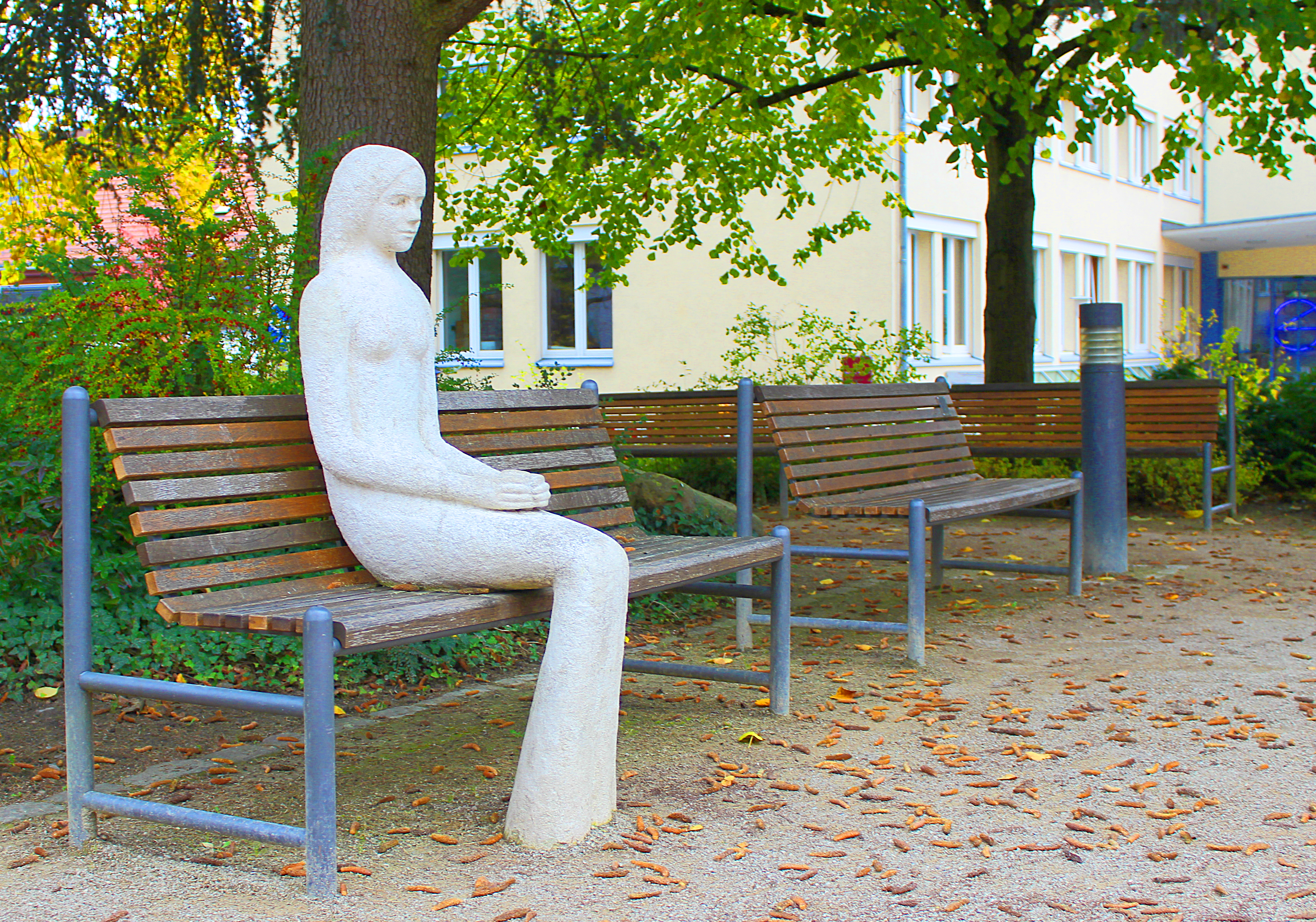
„Schneewittchen auf der Parkbank“. Skulptur im Stadtpark Lohr von Bettina Seitz 2015

Die Stadt integrierte diese Idee in ihr Tourismuskonzept, indem sie begann, für Lohr als „Schneewittchenstadt“ zu werben. Seit 2012/2013 weisen auch Autobahnschilder an der A 3 im Spessart auf die „Schneewittchenstadt“ hin. Die Stadt und der Kreis haben zudem diverse touristische Angebote zum Thema – darunter Ausstellungsstücke wie den ‚Sprechenden Spiegel‘ im Spessartmuseum im Lohrer Schloss. Auch einen 35 km langen „Schneewittchen-Wanderweg“ gibt es, der von den Lohrer ‚Fabulologen‘ bestimmte Fluchtweg des siebenjährigen fast blinden und körperlich behinderten „Schneewittchens“ über sieben konkrete, im Spessart verortete Berge zu den „sieben Zwergen“ im ehemaligen Bergbauort Bieber entspricht. Ein örtlicher Arbeitskreis „Schneewittchen“ hat mit dazu beigetragen, die Märchenfigur noch stärker als bislang im Stadtbild zu verankern.
Als 2013 bei einem Künstlerwettbewerb der Stadt unter dem Motto „Schneewittchen verzaubert Lohr“ der Entwurf für eine baumhaft-abstrahierende Skulptur den ersten Platz errang, kam es zu Kontroversen bezüglich einer Realisierung als Kunstwerk im öffentlichen Raum. Sowohl die voraussichtlichen Kosten von etwa 100.000 Euro als auch das Aussehen der Figur stießen bei zahlreichen Bürgern und auch im Stadtrat auf Ablehnung.

#### Karlheinz Bartels’ „Lohrer Schneewittchen“
Karlheinz Bartels’ Nachforschungen zufolge soll es sich bei Schneewittchens Vorbild um die 1725 in Lohr geborene Maria Sophia Margaretha Catharina von Erthal handeln, die kurz vor der ersten Niederschrift des Märchens im Jahr 1812 durch die Brüder Grimm, in dieser Fassung gab es keine Stiefmutter, am 16. Juli 1796 im Institut der englischen Fräulein in Bamberg blind, körperlich behindert und ledig starb. Ihr Vater, Philipp Christoph von und zu Erthal, war ab 1719 bis Mai 1745 kurmainzischer Amtmann in Lohr und ab November 1740 bis 1745/46 viel als Gesandter des Erzstifts unterwegs. Wobei er nach dem Tod seiner ersten Frau im Jahr 1738 in Lohr, seit Anfang 1740 mit den Kindern im neu erbauten Erthaler Hof in Mainz wohnte. Er verkehrte in dieser Mainzer Zeit ab Ende 1740 mit Kaisern und Königen in ganz Europa.
Familiensitz war das Lohrer Schloss von 1719 bis Ende 1739. Nach dem Tod von Maria Sophias leiblicher Mutter Eva Maria 1738 heiratete der Vater 1743 in Augsburg Claudia Elisabeth Maria, verwitwete von Venningen, geb. Reichsgräfin von Reichenstein (die Mutter des kurpfälzischen Regierungspräsidenten Carl Philipp von Venningen). Wobei Philipp und Elisabeth mit den Kindern von Philipp im Erthaler Hof in Mainz wohnten, ohne die Kinder von Claudia Elisabeth aus erster Ehe. Die beiden Kinder von Elisabeth aus erster Ehe, Carl Philipp von Venningen und Maria Anna von Venningen, wohnten im Schloss ihres Vormunds Johann Friedrich Freiherrn von Deggenfeld zu Neuhaus, in Eichtersheim bei Sinsheim. Die häufige Abwesenheit des Vaters auf Grund seiner vielen Auslandsreisen, ab Ende 1740, könne die „merkwürdig inaktive“ Rolle des „Königs“ im Lohrer Märchen erklären, die Theodor Ruf konstatiert.
Als wichtigstes Indiz dafür, dass Schneewittchen eine Lohrerin war, nannte Bartels den ‚Sprechenden Spiegel‘, der im Spessartmuseum im Schloss ausgestellt wird. Der Spiegel, um 1710 hergestellt, befand sich nachweislich bis 1984 im Besitz der Familie Mehling in Lohr, er war nicht im Schloss. Er war auch nicht im Gastraum der Weinstube, sondern im Guten Zimmer (Wohnzimmer) der Familie im ersten Stock aufgehängt. Er ist ein Erzeugnis aus der Kurmainzischen Spiegelmanufaktur in Lohr, die als staatlicher Betrieb ab 1730 unter der Oberaufsicht von Philipp Christoph von und zu Erthal stand. Der Direktor der kurmainzischen Spiegelmanufaktur war von Herbst 1704 bis 1759 der Franzose Guillaume Brument. Der Spiegel war laut der Lohrer Schneewittchen Broschüre wahrscheinlich ein Geschenk von ihm an seine zweite Frau Claudia, mit der er nach der Hochzeit 1743 in Augsburg in dem von ihm gebauten Erthaler Hof in Mainz wohnte, nicht in Lohr, und ‚spricht‘ wie die meisten Lohrer Spiegel durch seine französischen Sinnsprüche. Kein Wunder, denn der Direktor der Mainzer Spiegelmanufaktur war bis 1759 der Franzose Guillaume Brument. Die rechte obere Ecke enthält einen Hinweis auf die Selbstliebe („Amour Propre“), den Loibl mit der Eitelkeit der Stiefmutter im Märchen in Verbindung bringt.
Der „wilde Wald“, in dem Schneewittchen ausgesetzt wurde, könnte den Spessart bezeichnen, der Fluchtweg Schneewittchens „über die sieben Berge“ sei vielleicht ein alter Höhenweg – die sogenannte ‚Wiesener Straße‘. Auf ihm konnte man von Lohr aus über sieben Spessartberge zu den Bergwerken bei Bieber gelangen. Die „sieben Zwerge, die nach Erz hackten und gruben“, könnten kleinwüchsige Bergleute bzw. zur Arbeit eingesetzte Kinder in den Bergwerken gewesen sein. Der „durchsichtige Sarg von Glas“ und die „eisernen Pantoffel“, in denen die Stiefmutter tanzen musste, hätten sich in den Glashütten bzw. Eisenhämmern des Spessarts herstellen lassen.
Allerdings starb Maria Sophia ledig in Bamberg und war nie verheiratet.

## Persönlichkeiten

### Söhne und Töchter der Stadt
- Hans Blum (erwähnt 1549–1552), Architekturtheoretiker
- Philipp Valentin Voit von Rieneck (* 1612 in Rodenbach; † 1672 in Bamberg), Fürstbischof des Hochstift Bamberg
- Adam Öhninger (um 1646–1716), Franziskaner, Orgelbauer
- Philipp Wilhelm von Hutten zum Stolzenberg (1701–1757), geboren in Steinbach, katholischer Kanoniker
- Franz Christoph von Hutten zum Stolzenberg (* 1706 in Steinbach; † 1770), Bischof von Speyer
- Johann Philipp Stainhauser von Treuberg (1719–1799), Rechtswissenschaftler und Hochschullehrer
- Von den 10 Kindern von Philipp Christoph von und zu Erthal, dem kurmainzischen Amtmann zu Lohr (1719–1748), und seiner ersten Frau Eva Maria wurden acht in Lohr geboren; Bedeutung erlangte:
  - Franz Ludwig von Erthal (* 1730 in Lohr; † 1795 in Würzburg), Fürstbischof von Würzburg und Bamberg
- Franz Anton Brendel (1735–1799), konstitutioneller (von der Kirche nicht autorisierter) Bischof von Straßburg während der französischen Revolution
- Franz Jakob Kreuter (1813–1889), Architekt und Bauingenieur
- Ulrich von Hutten (1827–1888),  Generalmajor, Oberhofmeister und Abgeordneter des Kurhessischen Kommunallandtages, geboren in Steinbach
- Matthäus Fuchs (1830–1915), Verwaltungsbeamter, Mitgründer des Verbandes Deutscher Gebirgs- und Wandervereine
- Franz Joseph Keßler (1838–1904), Bürgermeister, Reichstags- und Landtagsabgeordneter
- Franz Wilhelm Driesler (1854–1910), Vergolder und Maler
- Andreas Michel (1861–1921), Zahnmediziner
- Joseph Koeth (1870–1936), Politiker und Reichswirtschaftsminister
- Friedrich Oegg (1870–1959), erster Präsident am Reichsarbeitsgericht
- Georg Wissel (1875–1963), Bezirksamtsmann des Landkreises Ebersberg
- Hans Hönlein (1875–1952), Arzt und Heimatforscher
- Bruno von Kiesling auf Kieslingstein (1878–1957), Generalleutnant im Zweiten Weltkrieg
- Willy Burger (1880–nach 1935), Kunsthistoriker
- Rudolf Englert (1890–1965), Feinkosthändler und Politiker (CSU), Bürgermeister von Lohr am Main, Landrat und Abgeordneter im Bayerischen Landtag
- Wilhelm Kohler (1896–1968), Generalleutnant, Stadtrat in Bayreuth
- Hans Nätscher (1896–1980), Gewerkschafter
- Alfred Rexroth (1899–1978), Ingenieur, Unternehmer und Anthroposoph
- Bruno Rothschild (1900–1932), Priester
- Georg Bergler (1900–1972), Professor für Betriebswirtschaftslehre
- Karlheinz Bartels (1937–2016), Apotheker, Pharmaziehistoriker, Heimatforscher
- Katrine von Hutten (1944–2013), Schriftstellerin und Übersetzerin
- Paul-Gerhard Reinhard (* 1945), Physiker
- Reinhard Zintl (* 1945), Politikwissenschaftler und Volkswirt, geboren in Pflochsbach
- Peter Thorau (* 1949), Historiker
- Günter Rausch (* 1952), Pädagoge
- Peter Orzechowski (* 1952), Autor und Verschwörungstheoretiker
- Matthias Pöhm (* 1960), freiberuflicher Rhetorik- und Schlagfertigkeitstrainer und Schriftsteller
- Hermann Joha (* 1960), Inhaber und Geschäftsführer der Actionfilm-Produktionsfirma action concept (→ Der Clown oder Alarm für Cobra 11 – Die Autobahnpolizei)
- Achim Greser (* 1961), Karikaturist
- Günther Felbinger (* 1962), Kommunal- und Landespolitiker (Freie Wähler) und Bayerischer Landtagsabgeordneter
- Diana Hillebrand (* 1971), Schriftstellerin
- Holger Lutz (* 1976), Koch, Michelinstern-Auszeichnung
- Nadine Angerer (* 1978), Fußballweltmeisterin 2007, Europameisterin 2009 und 2013
- Christian Handel (* 1978), Fantasy-Schriftsteller und Moderator
- Agnes Scherer (* 1985), Künstlerin
- Andreas Kümmert (* 1986), Blues-, Soul- und Rocksänger, Gitarrist und Songwriter
- Nicolai Müller (* 1987), Fußballspieler
- Philipp Sommer (* 1987), Schauspieler und Hörspielsprecher
- Maximilian Brandl (* 1997), Mountainbiker und Deutscher Meister

### Persönlichkeiten, die vor Ort gewirkt haben oder noch wirken
- Johann Konrad Ulmer (1519–1600), Reformator von Lohr und der Grafschaft Rieneck
- Philipp Christoph von und zu Erthal (1689–1748), von 1719 bis 1748 kurmainzischer Amtmann zu Lohr
- Lothar Franz von und zu Erthal (1717–1805), Nachfolger seines Vaters Philipp Christoph von und zu Erthal als Amtmann zu Lohr von 1750 bis 1780
- Friedrich Carl Joseph von Erthal (1719–1802), Kurfürst und Erzbischof von Mainz, Fürstbischof zu Worms (1774–1802), Sohn von Philipp Christoph von und zu Erthal, dem Amtmann zu Lohr von 1719 bis 1748
- Nicolaus Eckart (1794–1862), Mitglied der Frankfurter Nationalversammlung 1848/49
- Maximilian Hoferer (1852–1935), von 1907 bis 1920 Direktor des humanistischen Franz-Ludwig-von-Erthal-Gymnasiums und Autor
- Ignatius Taschner (1871–1913), Künstler zwischen Jugendstil und Neoklassizismus
- Cornelius Schmitt (1874–1958), Schüler, später Lehrer und Schulleiter an der Präparandenschule von 1909 bis 1923
- Carl Brand (1893–1945), deutscher Allgemeinmediziner und NS-Opfer (siehe Abschnitt Geschichte)
- Werner Kubitza (1919–1995), Pädagoge und Politiker
- Karlheinz Bartels (1937–2016), Apotheker, Pharmaziehistoriker, Heimatforscher
- Werner Loibl (1943–2014), Leiter des Spessartmuseums von 1980 bis 1994, international anerkannter Erforscher barocker Glashütten und Spiegelmanufakturen in Deutschland
- Eberhard Sinner (* 1944), ehem. Kommunal- und Landespolitiker (CSU), u. a. Mitglied des Bayerischen Landtages 1986–2013, Staatsminister a. D.
- Wolfgang Vorwerk (* 1948 in Würzburg), Jurist, Diplomat und Heimatforscher
- Krystyna Kuhn (* 1960), Schriftstellerin

## Sonstiges
- In Lohr betreibt der Verein „Bürgernetz Main-Spessart e. V.“ seine Technik für das größte zusammenhängende WaveLan-Netz Europas. Das sogenannte Funknetz Wavelink wird vereinsintern allen Mitgliedern angeboten, die im Gebiet zwischen Gemünden und Erlach wohnen.
- Gebürtige Lohrer werden „Mopper“ genannt, die Zugezogenen „Schnüdel“.
- Das sechste Buch (Mr. Monk goes to Germany) zur US-Fernsehserie Monk spielt in Lohr.
- Das Lohrer Schloss, das Alte Rathaus und der Bayersturm dienen auch als Trauungsstätten.
- In Stadtteil Wombach öffnete die erste Genossenschafts-Bäckerei in Bayern.[93]